# Basilica della Santissima Annunziata

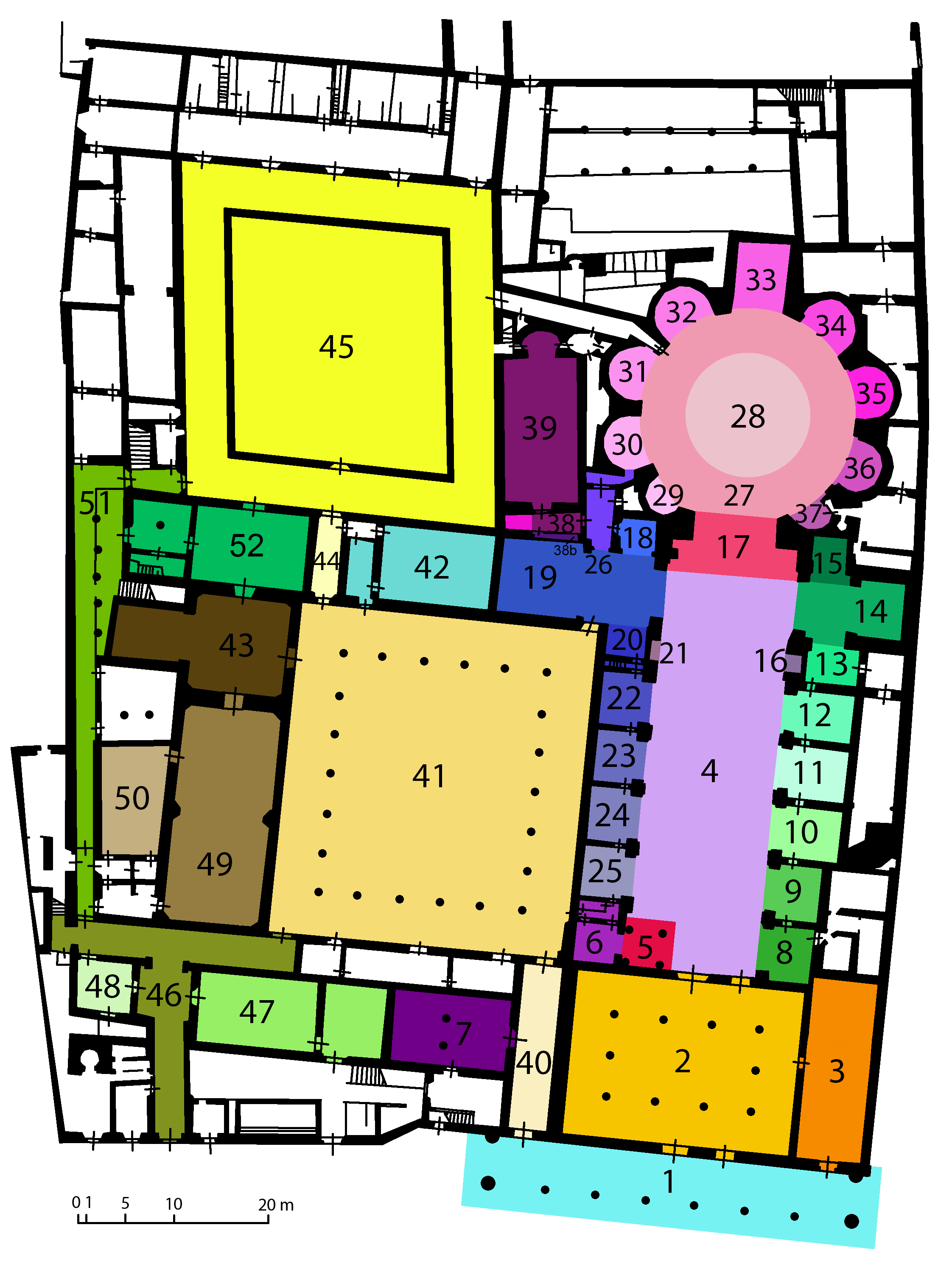
Pianta del complesso dell'Annunziata

La basilica della Santissima Annunziata è il principale santuario mariano di Firenze, casa madre dell'ordine dei Servi di Maria. La chiesa è collocata nell'omonima piazza nella parte nord-est del centro cittadino, vicino allo Spedale degli Innocenti ed è stata per secoli al centro della vita religiosa - e non solo - della città (per esempio il 25 marzo, in occasione del Capodanno toscano).

## Storia
Esisteva in questa zona, tradizionalmente dal 1081, un oratorio fondato ai tempi di Matilde di Canossa come ex-voto per la fine dell'assedio di Enrico IV e dedicato alla Madonna. Nel 1233 era pressoché abbandonato, e fu chiesto al vescovo Ardengo Trotti da sette giovani fiorentini che avevano avuto una doppia visione della Vergine piangente per le continue discordie cittadine, il 15 agosto e l'8 settembre di quell'anno. Con la dedica a Maria Addolorata, fondarono una compagnia, ritirandosi in penitenza e in preghiera su un monte ai limiti del Mugello detto "Asinario", oggi contratto in Montesenario, a 18 km a nord della città. La strada per tale romitorio passava proprio fuori dalla Porta di Balla che affacciava sull'attuale via de' Servi, e l'oratorio sul sito della futura basilica era particolarmente conveniente nei loro spostamenti.

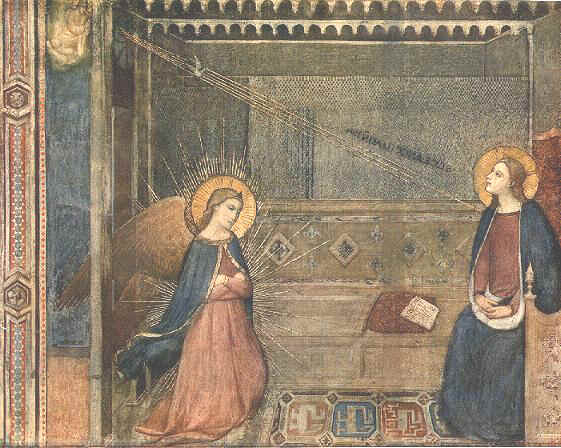
L'affresco miracoloso

Nel 1250 la compagnia, che intanto era stata rititolata popolarmente come dei Servi di Maria, pose la prima pietra per la costruzione di una più grande basilica. Questa prima chiesa, e il convento annesso, furono detti di Santa Maria dei Servi di Cafaggio, dai nomi dell'Ordine religioso e del luogo dove venne edificata, situato fuori delle mura di Firenze e della Porta di Balla. La prima notizia sicura sulla sua costruzione è un atto notarile del 17 marzo 1250 con il quale il vescovo di Siena Bonfiglio - la sede di Firenze era allora vacante - concesse ai frati di edificare una chiesa presso le mura, consegnando anche la prima pietra. La prima pietra fu evidentemente posta il 25 marzo 1250, festività dell'Annunciazione che in quell'anno cadeva il Venerdì Santo. L'anno dopo la chiesa era terminata almeno nelle strutture principali.
Nel 1252, secondo una leggenda, i Servi di Maria vollero far dipingere l'affresco dell'Annunciazione, da un pittore chiamato Bartolomeo, che mise tutta la sua perizia per rappresentare degnamente la scena. Ma nonostante diversi tentativi, fu preso da sfiducia perché non riusciva a dipingere il volto della Vergine. Cadde così in una strana sonnolenza e al risveglio, per miracolo, il volto apparve già dipinto, completato da un angelo. L'affresco che nei tempi successivi darà il nome alla chiesa, tuttora conservato nella cappella dell'Annunziata, divenne presto oggetto di grande venerazione e di profonda devozione da parte dei fiorentini. Infatti nel 1255 il Comune di Firenze fece tracciare una strada, l'odierna via dei Servi, che dalla Porta di Balla conduceva a Santa Maria dei Servi, mentre i frati comperavano il terreno per creare la piazza (1299, grazie alla donazione da parte del Comune di 400 fiorini d'oro). Nel secolo successivo la chiesa e il convento vennero inclusi nella cinta muraria trecentesca.

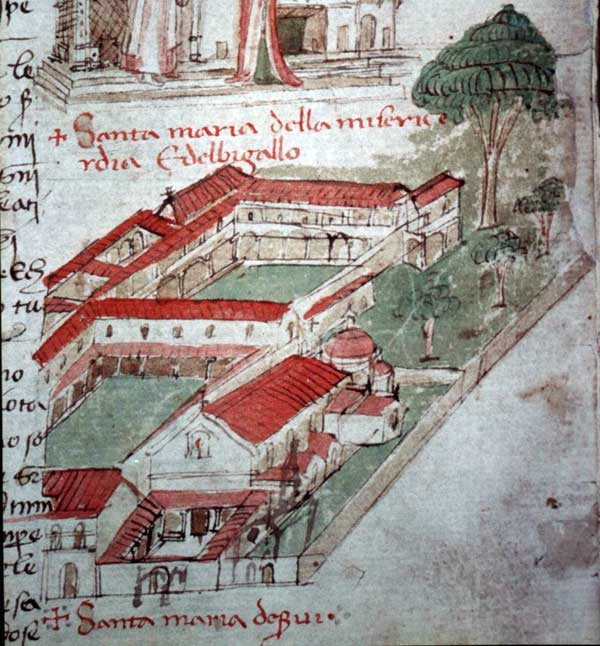
La basilica nel Codice Rustici (datato tra il 1425 e il 1450)

Intorno al 1280 la chiesa doveva avere una pianta rettangolare, facciata a capanna volta a meridione e una piccola abside circolare. Verso la fine del secolo fu rifatto il pavimento e gli stalli del coro vennero intagliati dal maestro Guglielmo di Calabria. Altri maestri che lavorarono a Santa Maria dei Servi in questo periodo furono Datuccio dal Palagio, Daldo e il pittore Calandrino, che decorò l'occhio della chiesa.
Nella prima metà del Trecento sono costruite varie cappelle e altari: S. Anna, San Biagio, San Martino della famiglia Guadagni, Sant'Iacopo, San Michele Arcangelo, Santa Maria del Purgatorio, Sant'Ansano e la SS. Annunziata.
Nel 1364 si trova notato che «Giovanni e Neri Fioravanti, misurarono la chiesa». Presero cioè, le misure ma non fecero mai i lavori di ampliamento, lavorando invece nel convento. Nel 1384 fra Andrea da Faenza, padre Generale dei Servi di Maria, affidò la direzione dell'ampliamento della chiesa con la creazione della crociera e delle cappelle di San Donnino dei Falconieri all'architetto Antonio Pucci.
Il 18 ottobre 1444 fu posta la prima pietra della tribuna. Progettista e direttore dei lavori fu Michelozzo di Bartolommeo che costruì o restaurò anche la sagrestia, la cappella Villani, la cappella della Madonna, il Chiostrino dei Voti, l'oratorio di San Sebastiano e la parte sinistra della navata. I lavori durarono fino al 1453 e ripresero nel 1460 sotto la direzione di Antonio Manetti (sua è la parte centrale del porticato). A seguito di problemi finanziari, i frati offrirono il patronato della fabbrica a Ludovico III Gonzaga, marchese di Mantova e finalmente, nel 1477, dopo lievi modifiche al progetto precedente di Leon Battista Alberti, la tribuna fu inaugurata.
Nel 1481 furono terminati i lavori alla navata centrale. La chiesa si presentò così coperta con un tetto a capriate, con pilastri, archi e cornicioni in pietra serena.
Nel Cinquecento i lavori alla chiesa subirono un rallentamento. Tuttavia furono dipinti gli affreschi del Chiostrino dei Voti, in fretta e furia prima dell'arrivo solenne di Leone X in città nel 1513; in quell'occasione fu collocato anche lo stemma mediceo sulla piazza e gli affreschi di un giovanissimo Pontormo, oggi sostituiti da copie. Il 17 gennaio 1516, il cardinale Antonio del Monte, legato di Leone X, consacrò solennemente la chiesa.

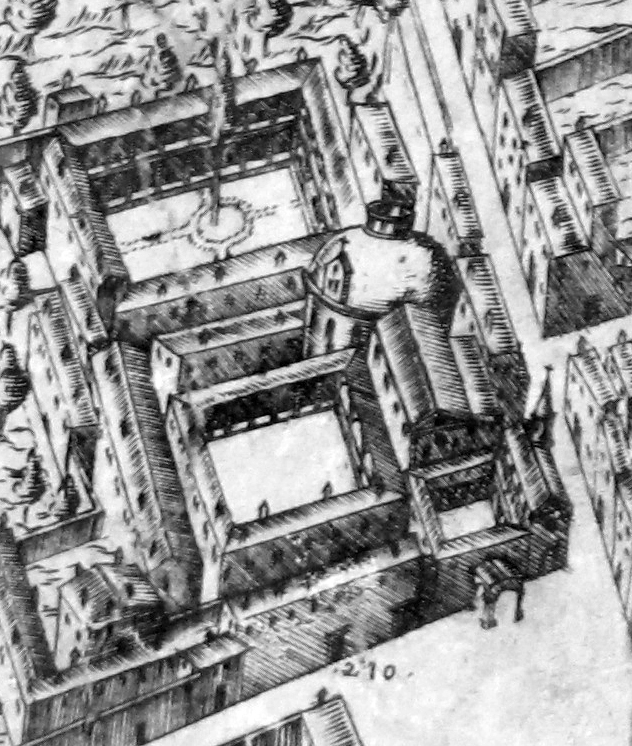
La basilica nella Pianta del Buonsignori (1594).

Negli ultimi decenni del XVI secolo fu aggiunto il portico esterno su finanziamento della famiglia Pucci (dei quali è presente lo stemma con la "testa di moro" marmorea sia nel pavimento sia ai lati del portico sui pilasti angolari) nel 1601 dall'architetto Giovanni Battista Caccini, per raccordare la facciata alla decorazione della piazza. Rispetto alle analoghe arcate dello Spedale degli Innocenti e del Loggiato dei Serviti, le colonne furono impostate più alte, perché per accedere alla chiesa non esisteva la scalinata come negli altri edifici: in tal modo si poté mantenere l'altezza degli archi dei tre loggiati tutti allo stesso livello.
Nel 1664 Mattia de' Medici figlio di Cosimo II dette il suo aiuto a costruire il soffitto della chiesa. Fu disegnato da Baldassarre Franceschini detto il Volterrano che vi dipinse la Madonna Assunta. Il coro fu rivestito all'esterno di marmi e pietra serena e nel 1680 il Volterrano cominciò ad affrescare la cupola, terminandola tre anni dopo.
Nel 1687 i frati decisero di rivestire la parte inferiore della chiesa con marmi, stucchi e dipinti. Tra il 1783 e il 1795 fu ripavimentata e le molte e ricche lapidi tombali che erano nel pavimento andarono disperse. Dal 1789 Pietro Leopoldo impose che la venerata immagine dell'Annunziata venisse sempre tenuta scoperta, anziché svelata solo in particolari occasioni.
Nel gennaio del 1806 papa Pio VII la elevò alla dignità di basilica minore.
Nel 1857 fu effettuato un ultimo grandioso restauro ad opera dell'architetto Giuseppe Poggi: fortunatamente, e a differenza delle principali basiliche fiorentine, la chiesa non venne spogliata dei suoi decori barocchi alla ricerca di un'arbitraria "forma originale" della struttura, secondo la moda allora dominante del revival gotico e rinascimentale. La chiesa fu riaperta al pubblico il 20 agosto dello stesso anno alla presenza di papa Pio IX che celebrò all'altare della Madonna.
Per donare l'olio da ardere che doveva servire tutto l'anno per le lampade della cappella dell'Annunciazione miracolosa, si effettuava una peculiare cerimonia, alla mattina della domenica in Albis da parte di una compagnia laico-religiosa, con il parroco della parrocchia d'appartenenza che si muoveva dalla propria sede per raggiungere in processione l'altare della Santissima Annunziata. La pittoresca cerimonia vedeva alla testa del corteo un somarello che portava a bastina, cioè sulla groppa, coperta da una bella gualdrappa, due mezzi barili d'olio ed un bambino di tre o quattro anni vestito da angioletto. La gente era attratta dalla semplice ma particolare cerimonia, definita "dell'Angiolino".

## Descrizione

### Esterno

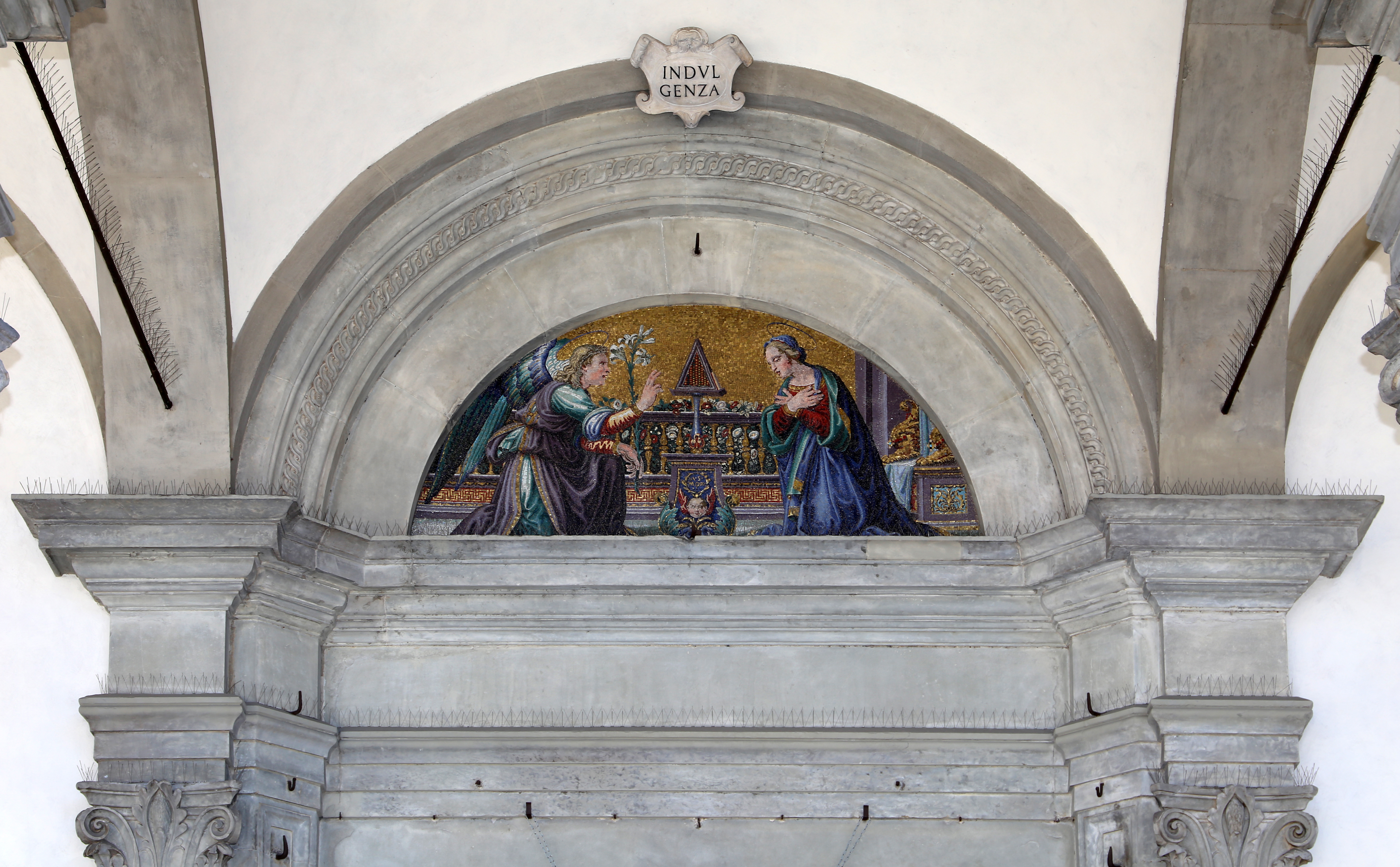
La lunetta del portale centrale con l'Annunciazione di David Ghirlandaio

Sopra l'arco centrale del portico esterno sono rimaste tracce di affreschi (oggi sostituiti da copie, gli originali sono al Museo del Cenacolo di Andrea del Sarto), eseguiti fra il 1513 e il 1514 dal Pontormo, mentre il portale centrale è sormontato da un'Annunciazione a mosaico di Davide Ghirlandaio (1509).
Il campanile
Sul tamburo posteriore si erge il piccolo campanile a vela dotato di 5 aperture, nelle quali sono collocate le campane. Sono state fuse dalla storica fonderia Moreni di Firenze nel 1872

#### Il cavalcavia
Sul fianco destro è presente un cavalcavia sorretto da un arco, che collega la basilica con il palazzo della Crocetta, sede del Museo Archeologico Nazionale di Firenze. Questo passaggio venne costruito affinché la principessa Maria Maddalena de' Medici, sorella del granduca Cosimo II, in quanto debole di salute e forse malforme, potesse recarsi a messa senza scendere in strada: all'interno della navata destra della chiesa è infatti presente una grata dorata, corrispondente a un piccolo vano al termine dell'arco.

#### L'atrio anteriore
Dal portico si accede ad un piccolo atrio antistante la chiesa, detto "chiostro dei Voti", perché vi furono esposti nel corso dei secoli quadretti votivi e statue di legno o gesso decorate, tolti dalla sede e distrutti definitivamente nel 1785 sembra per suggerimento del granduca giansenista Pietro Leopoldo di Lorena.
A forma di quadrilatero, il chiostrino fu iniziato nel 1447 su disegno di Michelozzo ed è abbellito da svelte colonne di ordine corinzio che reggono gli archi.
Notissimi sono gli affreschi che ne decorano le pareti, eseguiti per narrare la vita della Madonna e la storia di Filippo Benizzi, fucina della "maniera" a Firenze in cui lavorarono Andrea del Sarto, Pontormo, Rosso Fiorentino.

#### Oratorio di San Sebastiano (cappella Pucci)

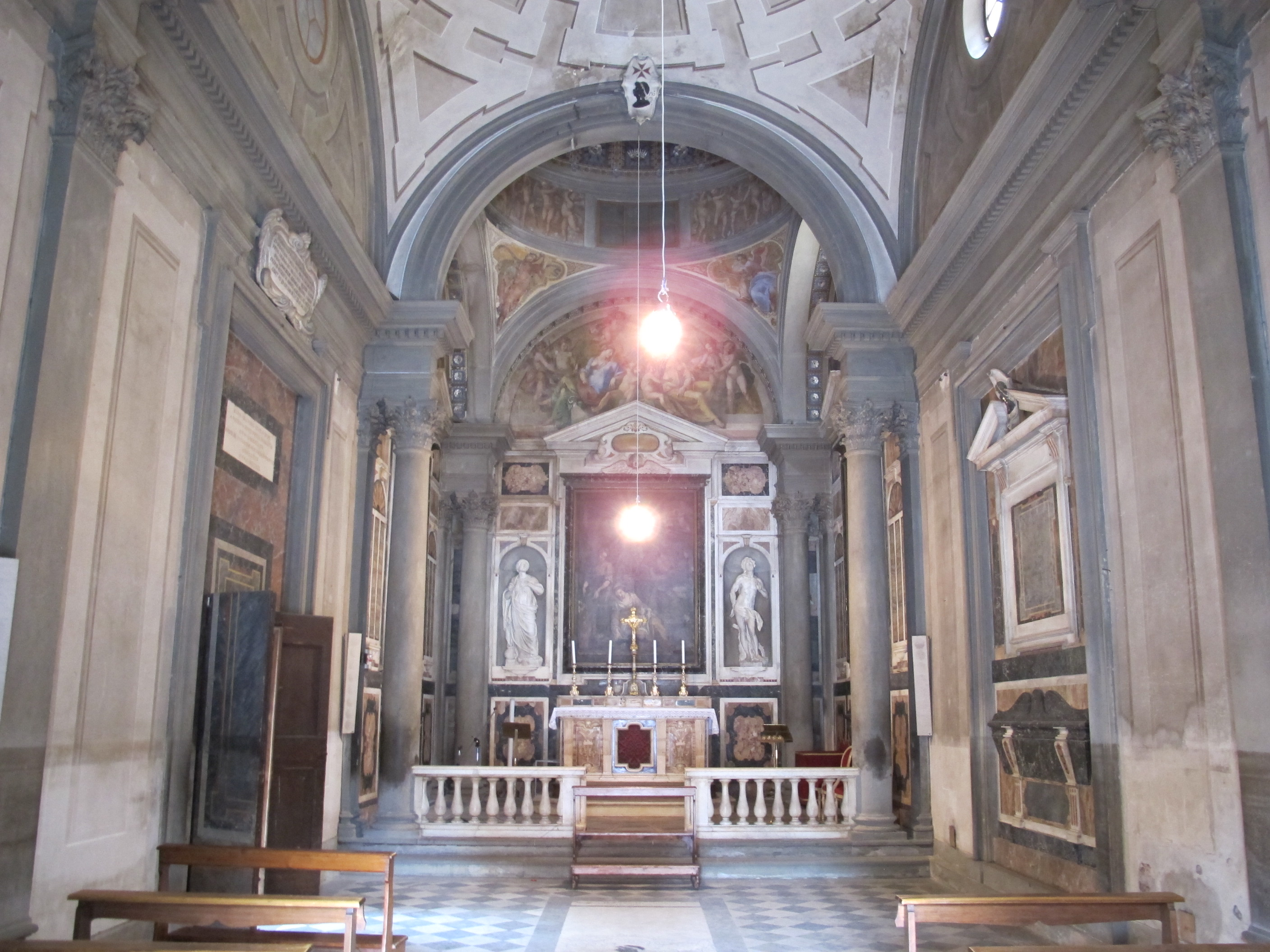
Interno dell'oratorio di San Sebastiano

Sotto il loggiato, la porta a destra dell'entrata centrale conduce nell'oratorio di San Sebastiano, eretto dalla famiglia Pucci nel 1452 su progetto di Michelozzo. Il corpo della chiesetta e l'arco divisorio delle volte non hanno subito trasformazioni. Il presbiterio fu rifatto nel 1608 su disegno di Giovanni Caccini e terminato da Gherardo Silvani. La volta è affrescata dal Poccetti, le tele sono del Paggi e del Lomi, le due statue di Antonio Novelli. Sull'altare, la Natività di Maria è copiata dal Cigoli.
Per questo oratorio Piero del Pollaiolo nel 1475 dipinse il suo capolavoro, il Martirio di san Sebastiano, oggi alla National Gallery di Londra.

### Interno

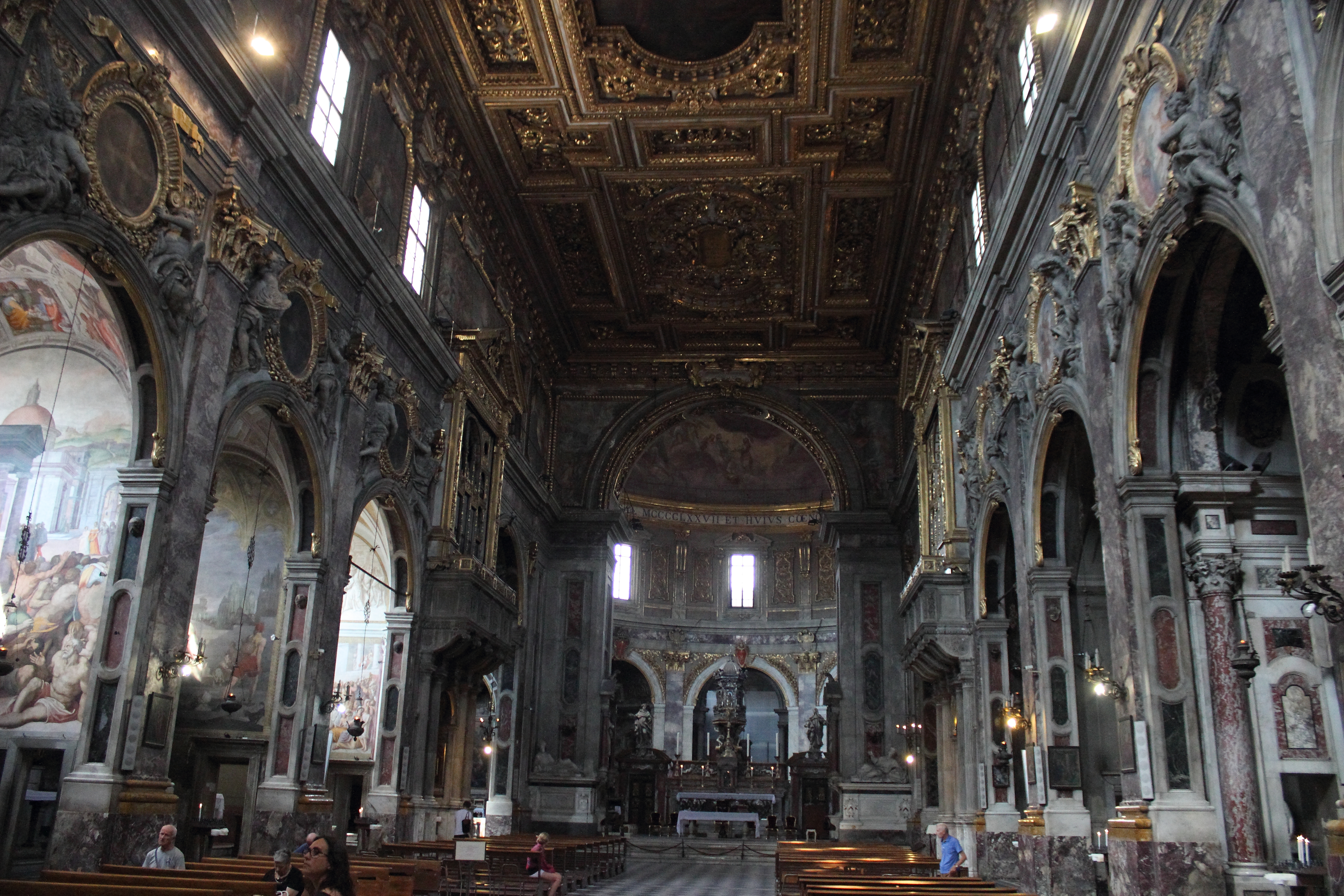
Interno

La chiesa presenta una bella decorazione barocca ben visibile nel soffitto del Volterrano e nella profusione di marmi, stucchi e dorature. I grandi quadri in alto, tra i finestroni, narrano i più famosi Miracoli della Madonna e furono dipinti quasi tutti da Cosimo Ulivelli (1671). Il primo a destra invece è di Giovanni Fiammingo, e l'ultimo a sinistra, di Ferdinando Folchi. I cori d'angeli sopra i due organi sono di Alessandro Nani a destra, e di Alessandro Rosi a sinistra.
Le pitture dei medaglioni (1693-1702) sono di Tommaso Redi, di Pietro Dandini, di Alessandro Gherardini, e gli stucchi di Vittorio Barbieri, Carlo Marcellini e Giovanni Battista Comasco. Da notare sopra il secondo medaglione a destra una finestra con grata dorata: la finestra dei Principi, dalla quale la famiglia del Granduca, venendo dal Palazzo della Crocetta (oggi Museo Archeologico), poteva assistere in privato alle funzioni liturgiche che si svolgevano nella Cappella della Madonna.

#### Controfacciata

##### Cappella della Santissima Annunziata

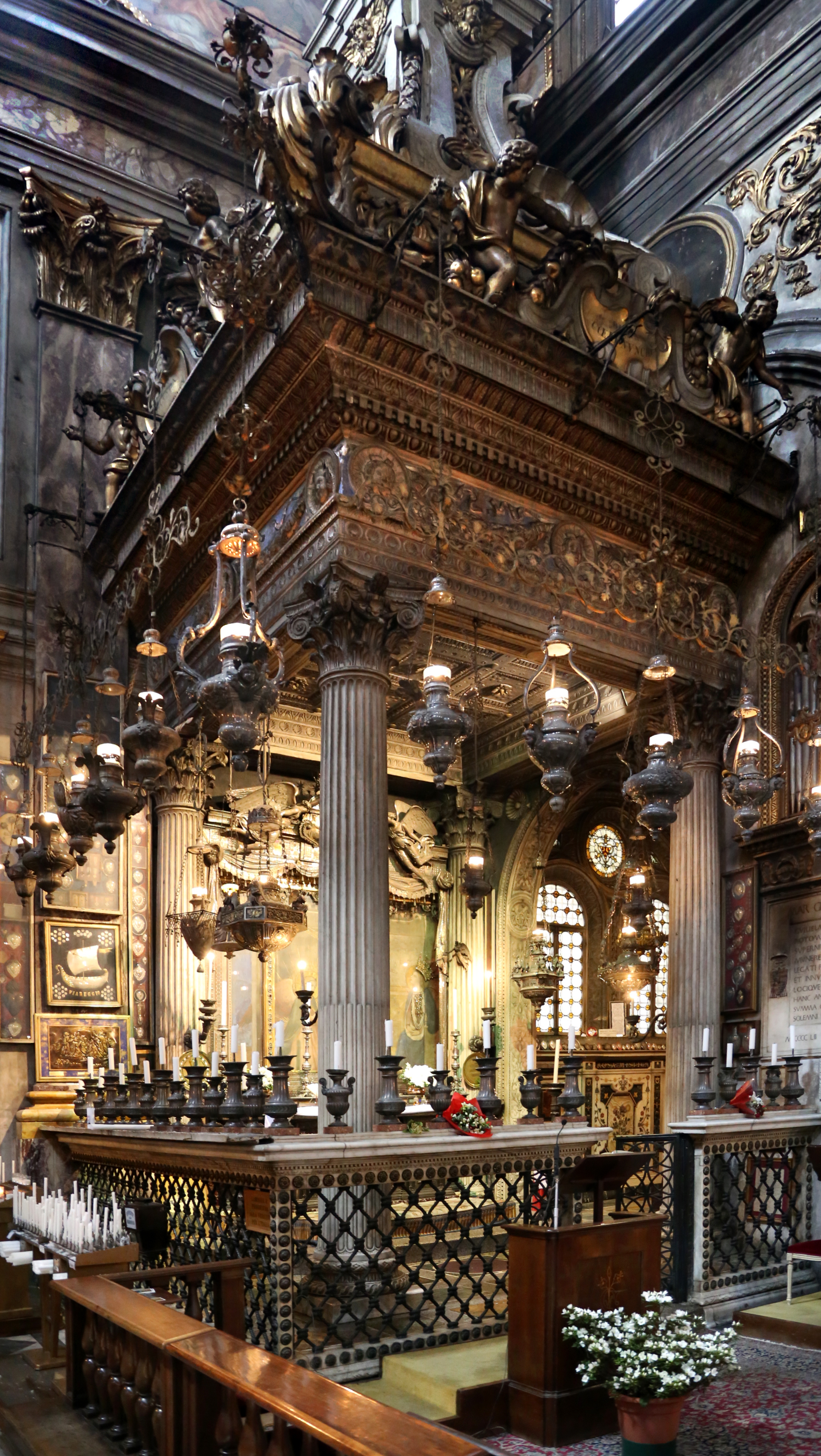
La cappella della Santissima Annunziata

Si tratta del nucleo più antico della chiesa. Qui si hanno notizie di un altare nella chiesa con l'immagine di Maria Santissima Annunziata fin dal 1341: i documenti non fanno che parlare di offerte, di lampade, di ex voto. La leggenda racconta che i frati avevano commissionato nel 1252 l'immagine, nell'antica chiesetta, a un certo pittore Bartolommeo il quale, insoddisfatto dei propri tentativi di rappresentare il volto della Vergine, l'avrebbe poi trovato miracolosamente dipinto in maniera achiropita.

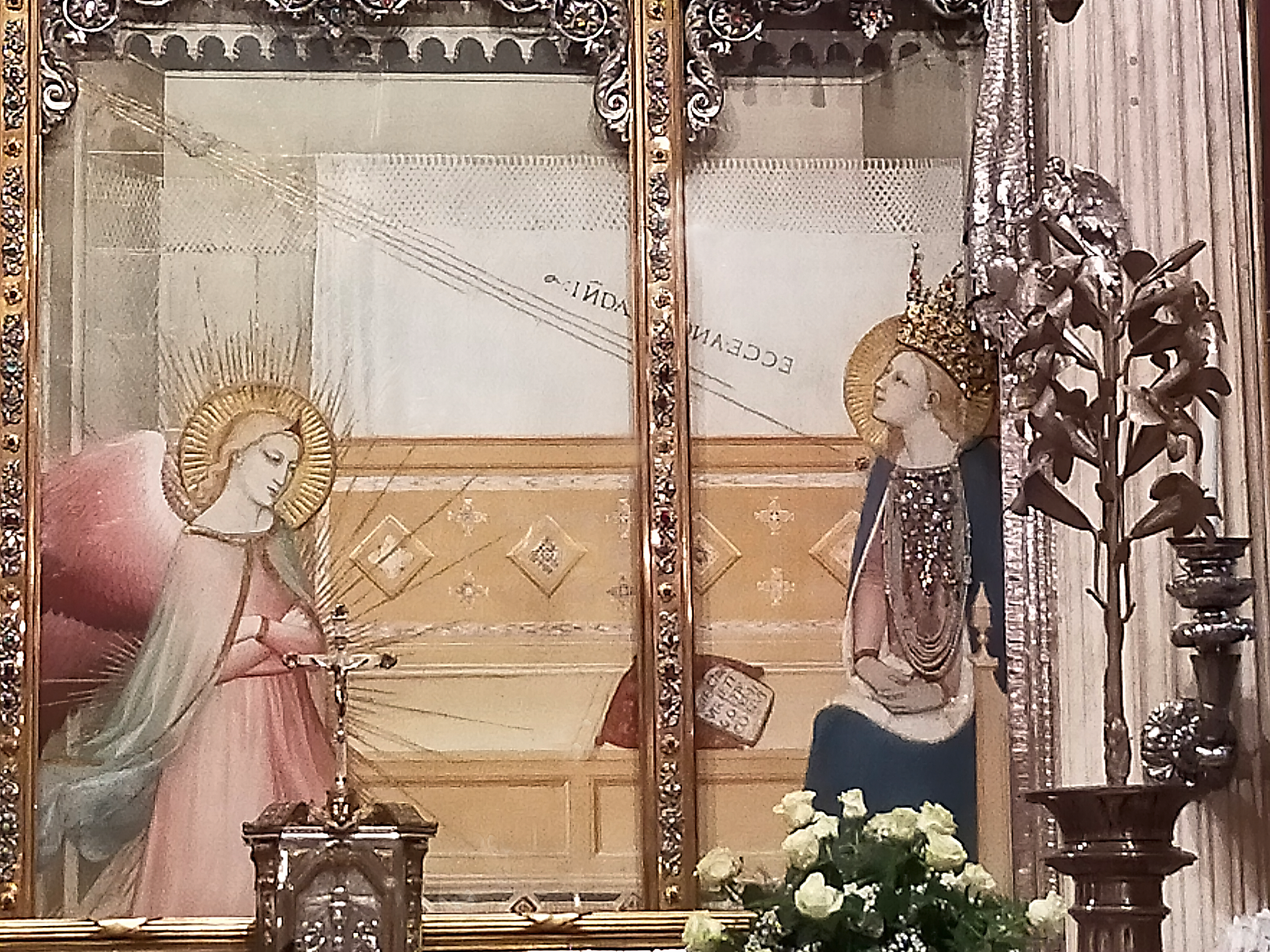
L'affresco dell'Annunciazione dopo la pulitura, mostrato al culto l'8 dicembre 2020

Tuttavia l'analisi stilistica dell'opera non è compatibile con la leggenda, in quanto l'affresco presenta innegabili caratteristiche trecentesche, post-giottesche, impossibili nella Firenze bizantineggiante di metà Duecento: si pensi alla lontananza col Giudizio Universale di Meliore nei mosaici del battistero, realizzato in quei decenni. Tra le proposte di attribuzione, compatibili con la prima menzione del 1341, c'è quella a Matteo di Pacino, artista formatosi con Giovanni da Milano. Tuttavia la leggenda della Madonna Annunciata fiorentina ha resistito ai secoli, come ad esempio ribadiva Michelangelo Buonarroti: «Quivi non è arte di pennelli, onde sia stato fatto il volto della Vergine, ma cosa divina veramente». L'immagine è stata restaurata nel 2020, smontando la teca che non veniva aperta dagli anni '50.
Tanta devozione provocò nel corso dei secoli vari interventi di ammodernamento e restauro nella cappella, come dimostrano le diverse consacrazioni dell'altare, il 13 gennaio 1443 da parte di Eugenio IV; il 1º gennaio 1452 dal cardinale Guillaume d'Estouteville; il 14 ottobre 1628 dal cardinale Alessandro Ludovisi, arcivescovo di Bologna (poi papa Gregorio XV).
Nel 1447 i frati Servi di Maria, con l'aiuto di Piero di Cosimo dei Medici, decisero di innalzare l'attuale tempietto che fu terminato nel 1448 su disegno di Michelozzo ed esecuzione di Pagno di Lapo Portigiani. L'edicola è composta di quattro colonne corinzie di marmo di Carrara, alte m. 5,25, che reggono la trabeazione intagliata, mentre nel fregio sono scolpiti festoni, nastri e simbolici medaglioni. Il soffitto della cappella, in marmo, con dorature e smalti probabilmente eseguito dalla bottega di Luca della Robbia. Chiude l'edicola un reticolato di bronzo, opera di Maso di Bartolomeo (1447) e sopra il tempietto si innalza una specie di cuspide barocca, intagliata in legno da Luca Boncinelli su disegno del Volterrano (1674). Molto probabilmente il "Tempietto" fu progettato inizialmente per posizionarlo al centro della Tribuna progettata da Leon Battista Alberti.

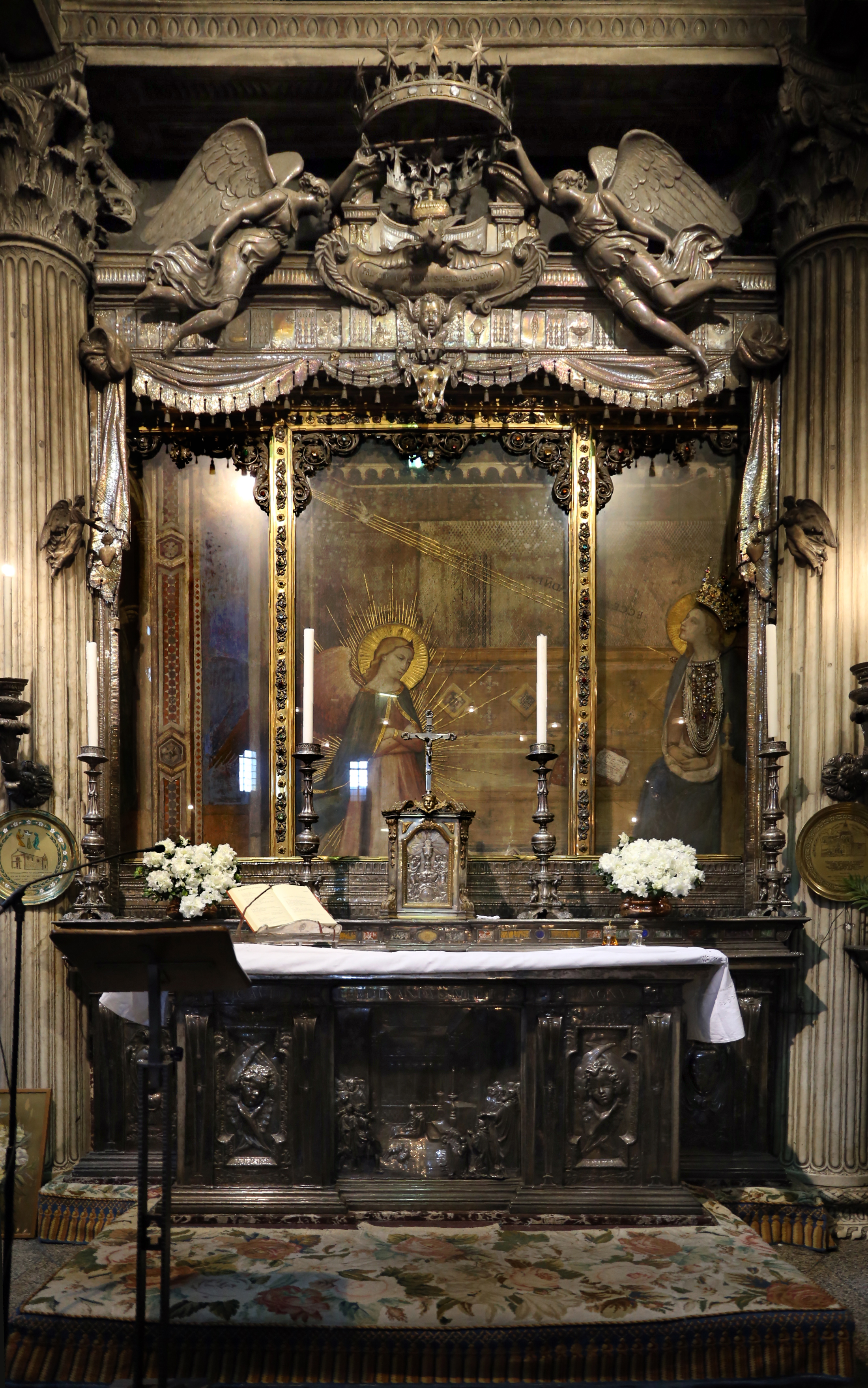
L'altare e l'affresco miracoloso (prima del restauro del 2020)

L'altare, fatto costruire in marmo da Piero de' Medici aveva la forma di sarcofago a tinozza romano con un medaglione contenente la rappresentazione della Trinità (oggi al Museo Bardini), sulla quale poggiava la mensa sorretta da quattro balaustre (oggi nelle cappelle sotto gli organi). Nel 1600 il granduca Ferdinando I de' Medici lo sostituì con quello attuale in argento e pietre dure, sbalzato da Egidio Leggi.
Quasi tutta la decorazione della cappella e quella che incornicia l'affresco, ha subito nei secoli restauri e rifacimenti. La parte più antica consiste nel fregio con simboli riguardanti i privilegi della Madonna e la cortina che simula un tendaggio di stoffa finissima, ideata da Giulio Parigi ed eseguita da Cosimo Merlini (1629). I due angeli che in alto sorreggono la corona sono dello scultore Stefano Ricci e di Vincenzo Scheggi (1816); i due bracci alle colonne furono donati dal granduca Leopoldo II di Lorena nel 1839; i grandi candelieri ai lati dell'altare (disegno di Luigi Sabatelli) sono del 1820. La cateratta che serve a chiudere l'affresco fu donata da Leopoldo II e dalla consorte.
Diciannove lampade votive in argento sono appese intorno alla cappella, e risalgono tutte a dopo il 1799, quando vennero gradualmente rifatte in seguito al furto perpetrato dai Francesi durante l'occupazione. Sono state tutte ripulite e restaurate nel 2020. Sul lato sinistro, il più vicino alle porte, se ne trovano nove, disposte su due file. La fila esterna, da sinistra ne conta sei:
1. Lampada donata dalla Società dei Nastrai nel 1800 (di Gaetano Querci)
2. Lampada donata dalla Società dei Servitori nel 1800 (di Angelo Codacci)
3. Lampada donata dalla famiglia Covoni Girolami Bettoni nel 1800 (di Andrea Marchesini)
4. Lampada donata dalla famiglia Capponi nel 1800
5. Lampada di provenienza ignota
6. Lampada donata dalla famiglia Ranieri Torrigiani nel 1803

La fila interna ne conta tre:
1. Lampada ad anfora donata dal Capitolo Vaticano l'8 settembre 1852
2. Lampada fabbricata per il VII centenario dell'Annunziata nel 1952 (opera di Vitaliano De Angelis)
3. Lampada donata dai Borboni di Napoli nel 1821

Il lato antistante l'affresco ha due file. Quella esterna conta cinque lampade, da sinistra:
1. Lampada donata dalla Società dei Fruttaioli nel 1800
2. Lampada donata dalla Società dei Mercanti nel 1800 (di Andrea Marchesini)
3. Lampada donata dalla Società dei Pizzicagnoli nel 1800 (di Michele Peyer)
4. Lampada donata dalla Società dei Merciai nel 1799 (di Andrea Marchesini)
5. Lampada di provenienza ignota

Le lampade della fila interna sono più piccole: a sinistra una di provenienza ignota (15), a destra quella donata dalla famiglia Del Vivo (16).
Infine sul lato destro, quello confinante col coretto, si trovano tre lampade, da sinistra guardando dalla navata:
1. Lampada donata nel 1896 per lo scampato pericolo per Firenze durante il terremoto del 1895 (di Giuseppe Gherardi)
2. Lampada donata dalla famiglia Riccardi nel 1799 (di Vincenzo Scheggi e Giovanni Poggi)
3. Lampada donata da Leopoldo II di Toscana per la restaurazione del Principato nel 1849 (di Enrico Franceschi e Giovanni Stanghi).

##### Il coretto

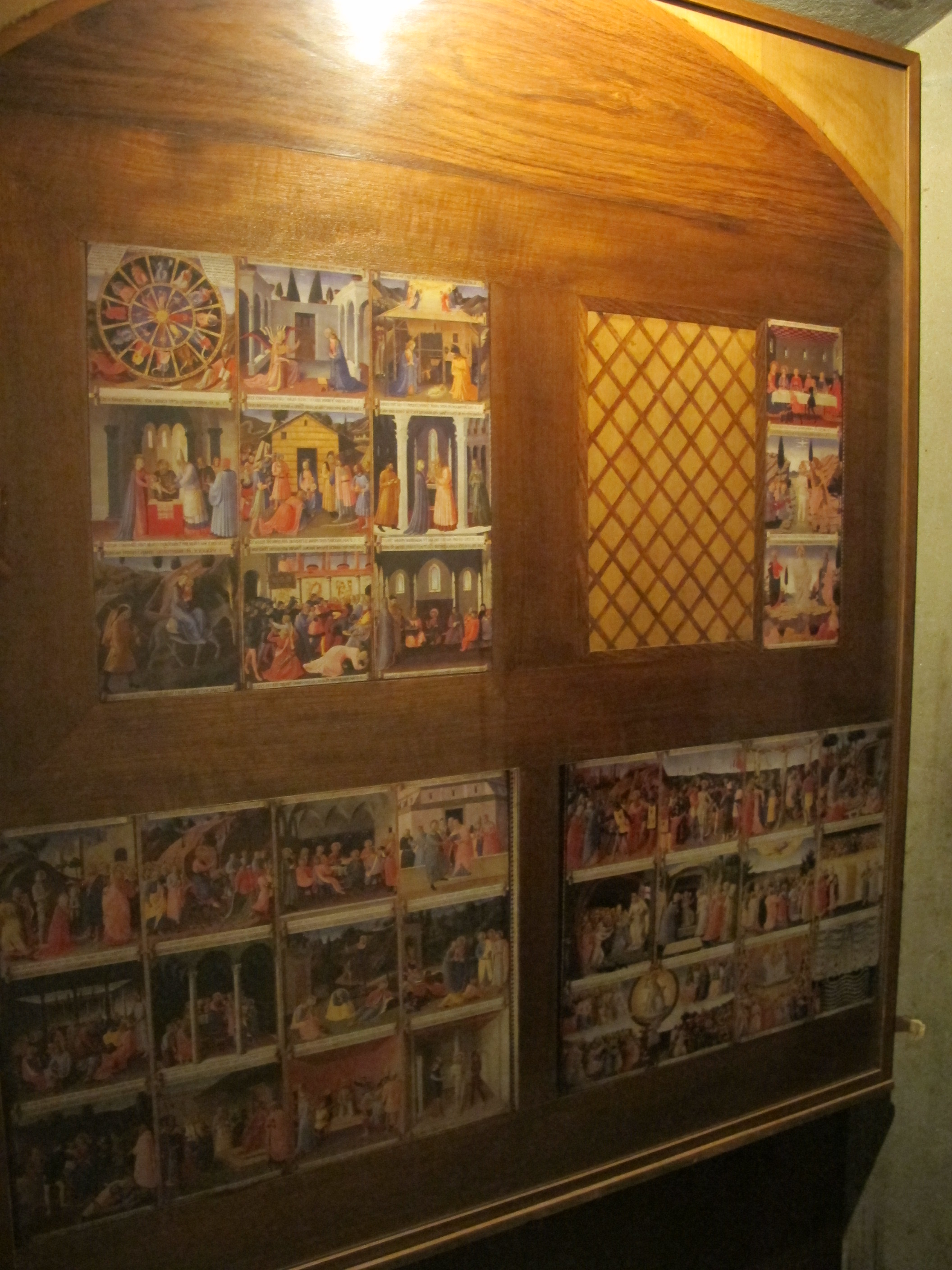
L'Armadio degli Argenti, del Beato Angelico (1453)

Piero de' Medici e i suoi successori non intesero mai di avere diritti di patronato sulla cappella della Santissima Annunziata. Infatti per sé e per la famiglia Medici, Piero il Gottoso fece adattare a oratorio o coretto l'ambiente a destra dell'edicola. L'inizio dei lavori è del 1453, ma ebbero termine solo nel 1463. L'intaglio dei marmi dell'arco che unisce la cappella con il coretto, e le finestre e tutto il progetto dell'ambiente sono dovuti a Giovanni di Bettino. Alla decorazione della volta e delle pareti partecipò Alesso Baldovinetti.
Il grande Armadio degli Argenti, incassato nella parete principale, veniva chiuso a cateratta, da una tavola dipinta con storie della Vita di Cristo, a opera del Beato Angelico (1453), del Baldovinetti, e della scuola dell'Angelico (le diverse parti di questa tavola sono ora al Museo Nazionale di San Marco). Piero dei Medici fece anche costruire adiacente al coretto un piccolo organo la cui mostra è visibile dalla chiesa. Lo strumento che era opera di Matteo di Paolo da Prato non esiste più; al suo posto è ora un organo costruito da Michelangelo Paoli nel 1842. Tutto il coretto è rivestito fino all'altezza delle finestre da marmi e intarsi in pietre dure, formanti cinque pannelli che esaltano la Madre di Dio, nei simboli della rosa, del giglio, della luna, del sole, della stella. Il disegno di quest'opera è di Giovan Battista Balatri, e l'esecuzione è dell'Opificio fiorentino delle pietre dure (1671). Nel vano dell'armadio degli argenti è ora collocata una mostranza di ex voto che incornicia il Salvatore di Andrea del Sarto (1515).

#### Sagrestia della Madonna

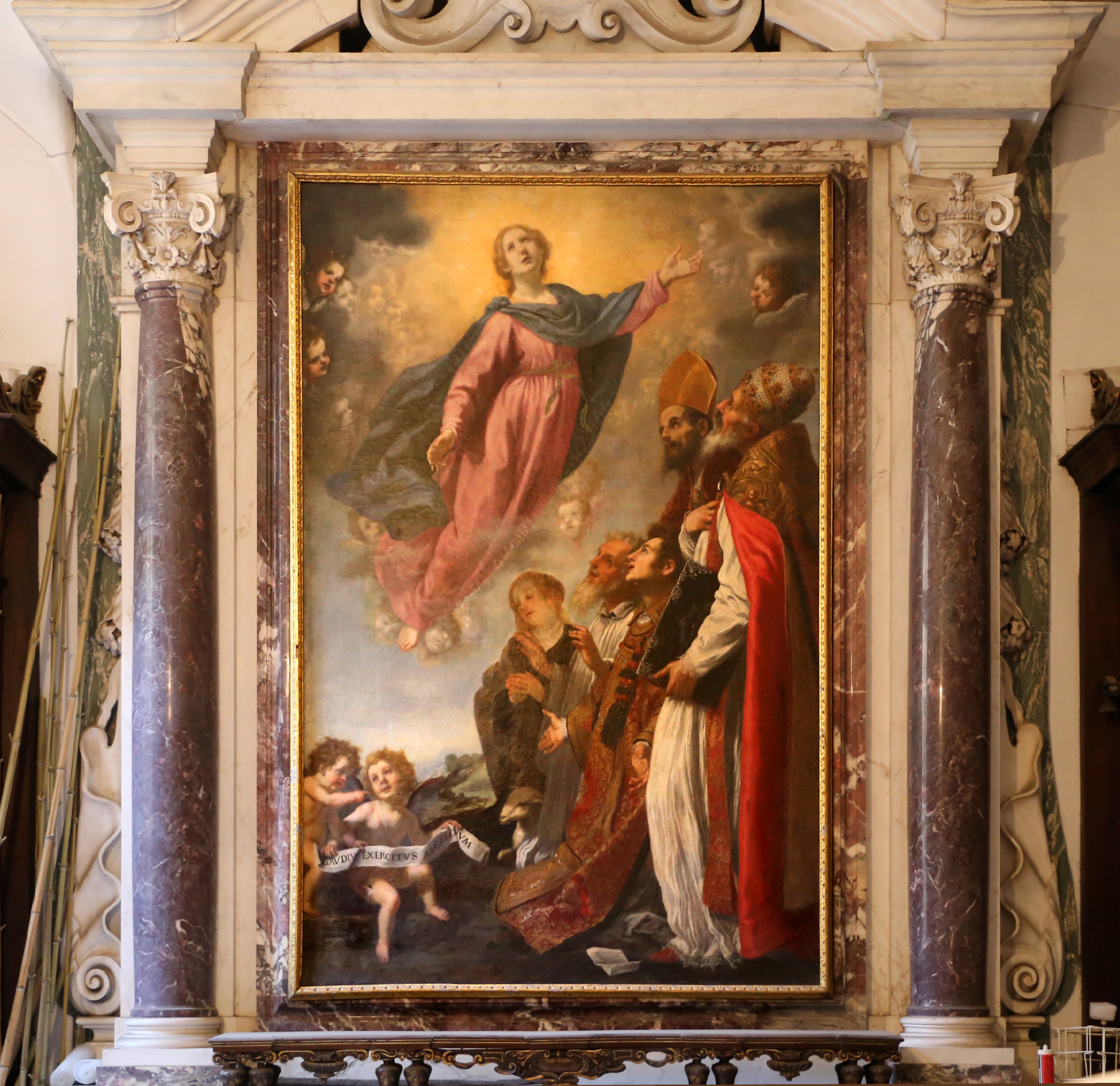
Jacopo Vignali, Assunta con i santi Vitale, Alessandro e Gregorio

Si trova nel corridoio del Chiostro Grande, non nell'interno della chiesa, ma è ugualmente legata alla Cappella della Santissima Annunziata. Fu costruita nel 1635 da Alessandro e Antonio di Vitale dei Medici (figli di un ebreo convertito che aveva avuto lo stemma e il cognome dal cardinal Ferdinando de' Medici), e serviva a custodire paramenti, arredi, argenteria della cappella.
Il progetto fu di Matteo Nigetti che fornì il disegno dei grandi armadi di noce della porta intagliata con simboli che si riferiscono alla Vergine. Sulla parete superiore interna del muro dove fu praticata la porta è stata rimessa in luce una Madonna con Bambino, con decorazione di broccato rosso, gigli e fregi d'oro. Sull'altare è una tavola di Iacopo Vignali, l'Assunta con i santi Vitale, Alessandro e Gregorio; sulla parete destra un affresco di Cecco Bravo raffigurante Gloria di san Vitale tra i santi Gervasio e Protasio.

#### Cappelle a destra nella navata

##### Cappella di San Nicola da Bari
Appartenuta fin dal 1353 alla famiglia del Palagio. Taddeo Gaddi aveva affrescato le pareti con alcune scene della Vita di san Nicola, ma nel 1623 Matteo Rosselli vi sostituiva i suoi affreschi di soggetto analogo, coadiuvato da Domenico Pugliani, a cui spettano le lunette; i Quattro Evangelisti della volta sono invece riferibili al Rosselli. La tavola dell'altare è di Iacopo Chimenti detto l'Empoli, e rappresenta la Vergine con san Nicola e altri santi. La cappella, i suoi affreschi e i suoi marmi, già coperti da un pesante strato di nerofumo e sporcizia, sono stati restaurati nel 2021-2023.

##### Cappella del Beato Giovacchino da Siena

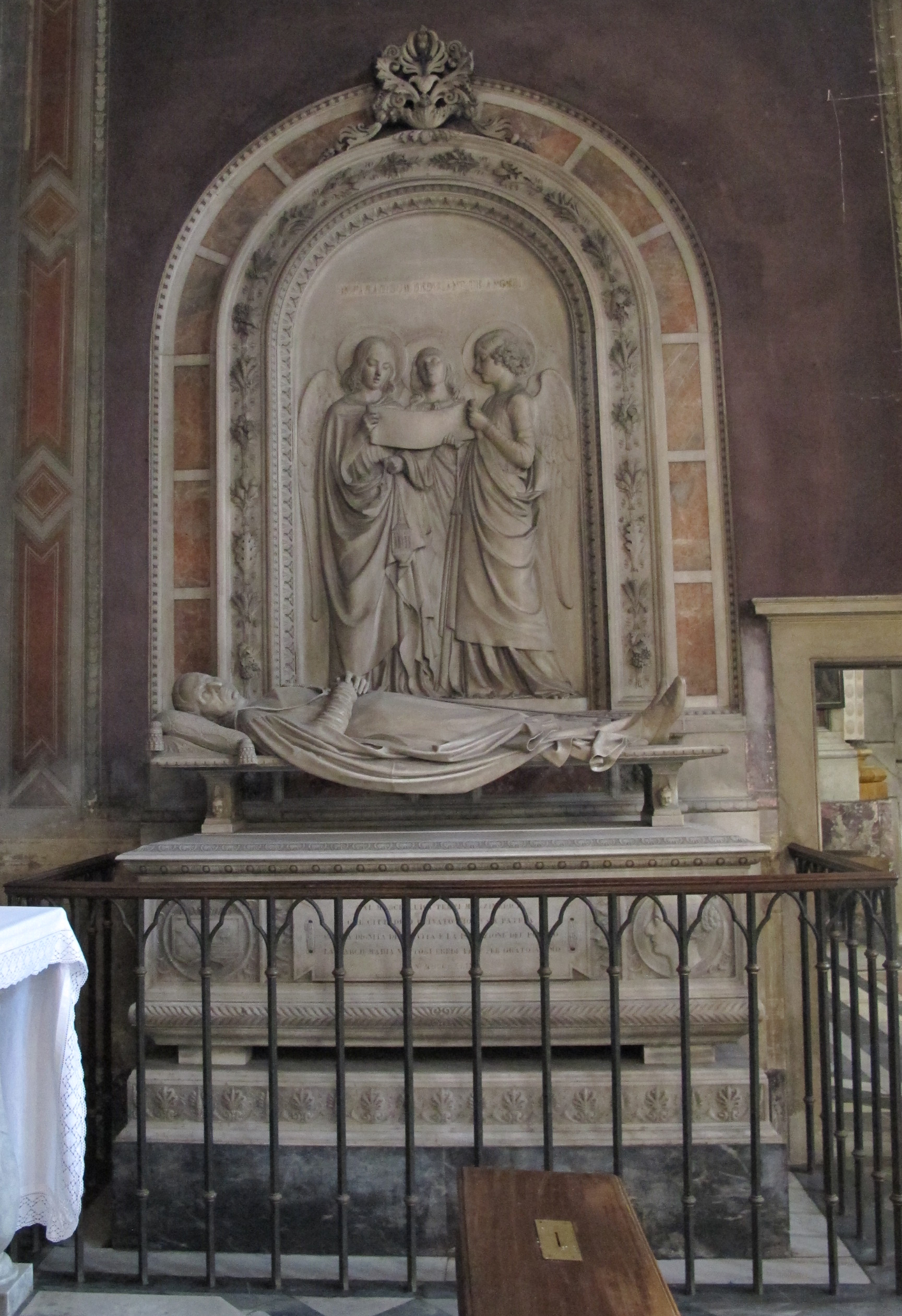
Monumento funebre di Luigi Tempi, opera di Ulisse Cambi (1849)

Fu patronato, nel 1371 della famiglia Macinghi. Nel 1677, al posto della tavola della Natività di Nostro Signore, dipinta da Lorenzo di Credi (ora agli Uffizi), fu messa l'attuale, il Beato Giovacchino, di Pietro Dandini. Sulla parete sinistra è appeso il Crocifisso in legno, già sull'altare maggiore e intagliato da Giuliano da Sangallo nel 1483 ricordando il modello del Crocifisso di Brunelleschi ma rendendolo più scattante e dai tratti più nervosi su ispirazione di quello di Antonio del Pollaiolo in San Lorenzo. Il monumento sepolcrale al marchese Luigi Tempi, fu scolpito da Ulisse Cambi (1849).

##### Cappella dei Sette Santi Fondatori
Già detta di Santa Lucia, dal 1387, vi ebbe sepoltura la famiglia Cresci, poi i Colloredo. Nel 1643 Matteo Nigetti disegnò la presente architettura, e la cupoletta fu affrescata dal Volterrano, che raffigurò Santa Lucia davanti alla Trinità. Il quadro dei Sette Santi Fondatori fu qui collocato nel 1888 ed è del pittore Niccolò Nannetti. Il monumento marmoreo a Fabrizio Colloredo è opera di Francesco Mochi.

##### Cappella di San Pellegrino Laziosi
Fu fondata verso il 1425 e intitolata alla Pietà. Nel 1456 la cappella, che presentava nell'ancona l'affresco di un Calvario di Bicci di Lorenzo (oggi nascosto dalla pala attuale), passò in patronato di Andrea di Gherardo Cortigiani. Nel 1675 Cosimo Ulivelli dipinse la tela dell'altare: il Crocifisso che risana da cancrena san Pellegrino.
Il monumento di marmo della parete di destra, in memoria del medico Angiolo Nespoli, è opera di Lorenzo Bartolini (1840); quello a sinistra, di Lorenzo Nencini ricorda l'incisore Luigi Garavaglia da Pavia (1835).

##### Cappella dell'Addolorata

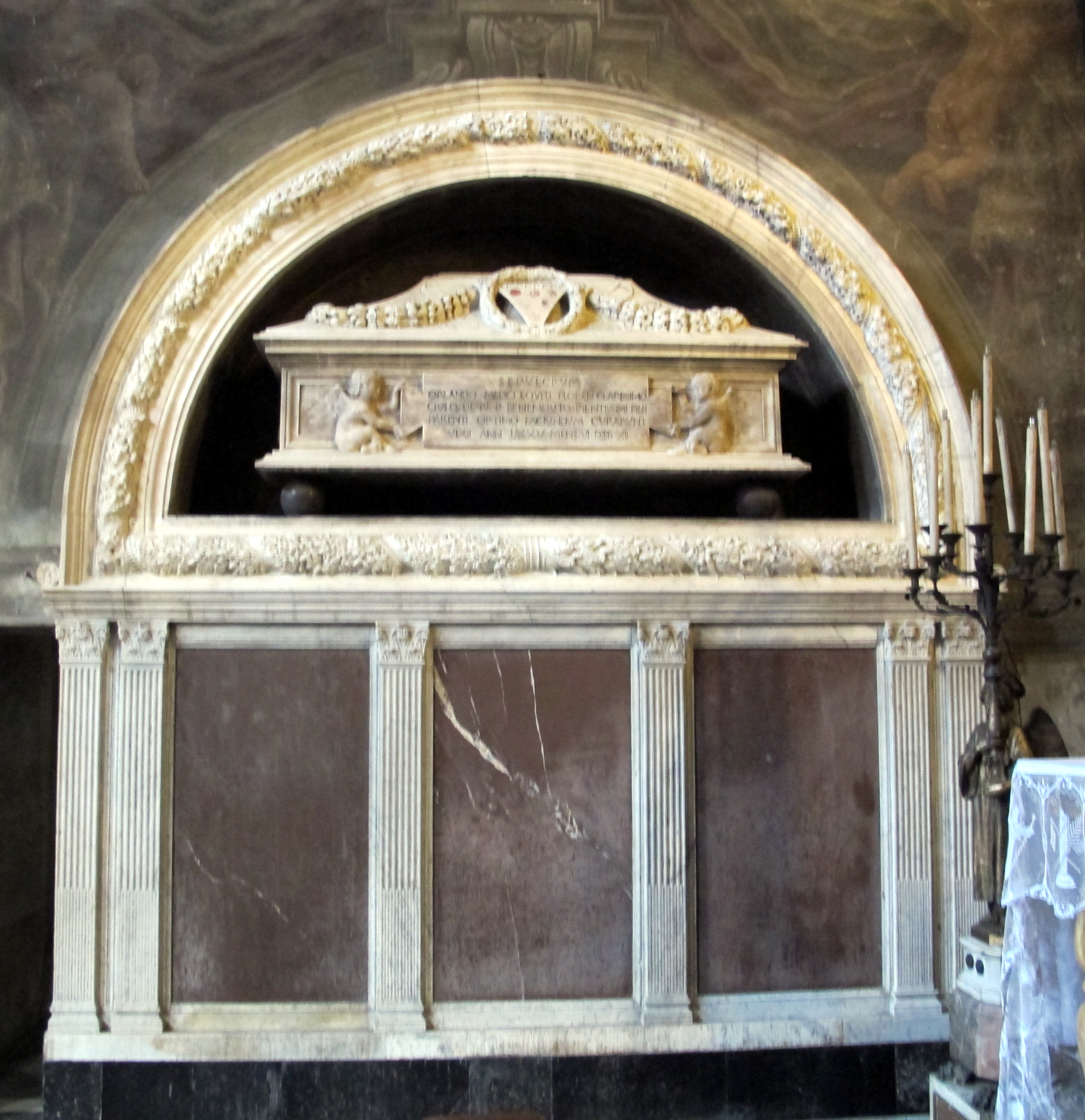
Monumento funebre di Orlando di Guccio de' Medici, attribuito a Bernardo Rossellino

Fu edificata da Michelozzo intorno al 1450 per Orlando di Guccio de' Medici (di un ramo secondario della famiglia), di cui si vede sulla parete di sinistra il monumento marmoreo attribuito a Bernardo Rossellino. Nel 1455 Andrea del Castagno dipinse per l'ancona dell'altare una Santa Maria Maddalena piangente ai piedi della croce (oggi distrutta). Al presente in una nicchia è collocata la statua della Madonna Addolorata.
Prima dell'alluvione era ornata da una tela di Raffaello Sorbi, rappresentante San Filippo Benizi, al quale era stata dedicata la cappella nel 1885. Sulla parete destra un monumento marmoreo della fine del secolo XVI, raccoglie le ceneri di Tommaso de' Medici, condottiero della flotta del granducato operante nel Tirreno. Gli affreschi delle pareti sono di Cosimo Ulivelli (I Sette Fondatori dell‘Ordine dei Servi di Maria; e, nelle lunette: i Beati Martiri di Praga, il Martirio del beato Benincasa e del beato Piriteo Malvezzi).

##### Cappella del Salvatore

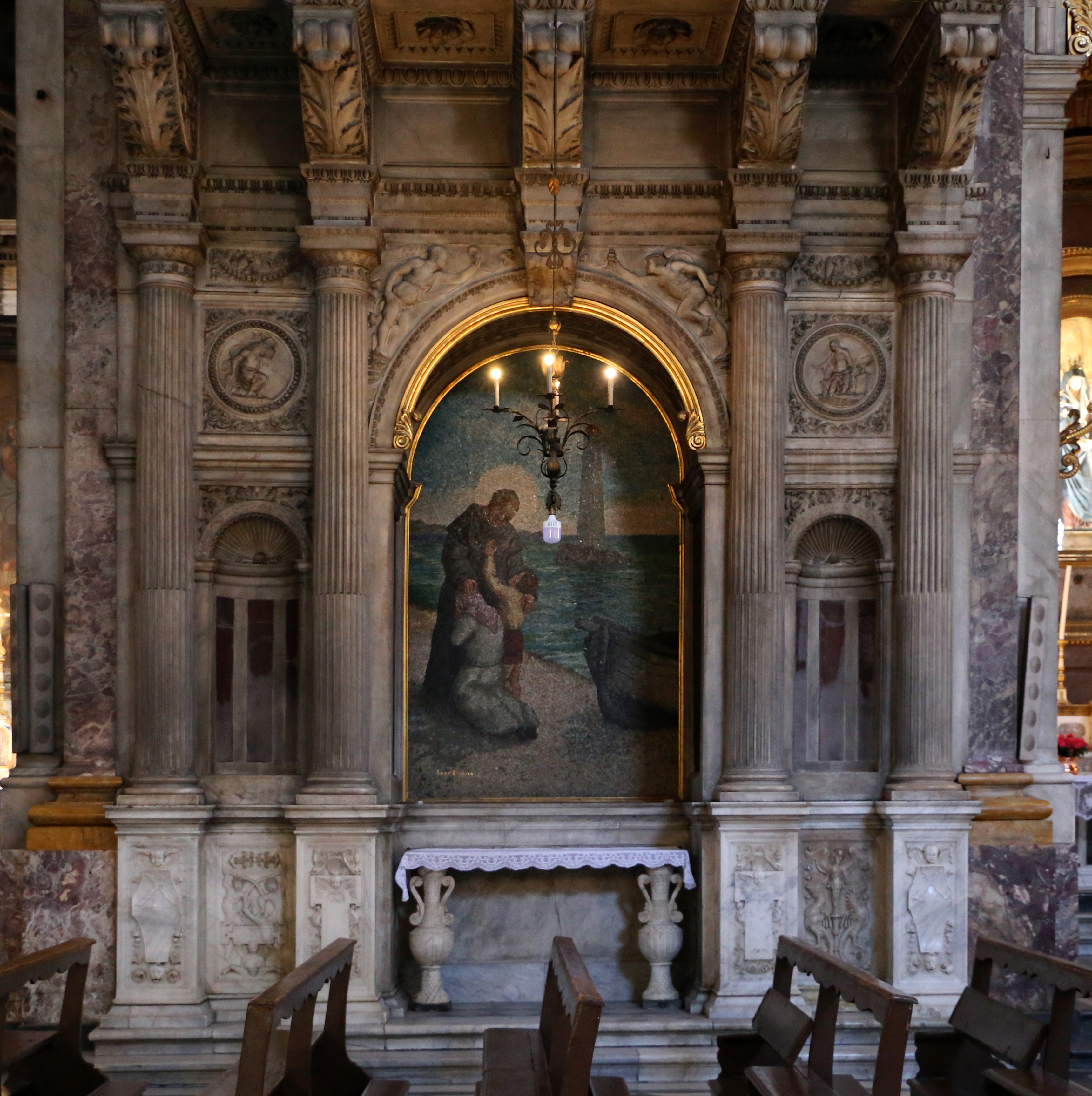
La Cappella del Salvatore

Si trova sotto l'organo di destra e risale almeno al 1486. Fu adornata di marmi nel 1520 e sull'altare venne posta una tavola di Fra Bartolomeo della Porta: Il Salvatore, i quattro Evangelisti (oggi al Museo di Palazzo Pitti), e ai lati: due quadri, con Isaia e Giobbe, dello stesso autore. Queste tavole furono tolte dal cardinale Carlo de' Medici (1556) e al loro posto furono messe delle copie eseguite dall'Empoli. Una copia dell'Empoli si può vedere oggi nella chiesa di San Jacopo tra i Fossi.
Fino alla piena del 1966 era sull'altare una tavola di Maso da San Friano, con l'Ascensione di Gesù al cielo. Al suo posto oggi è presente un mosaico di Anna Brigida, rappresentante Sant'Antonio Pucci dei Servi di Maria, canonizzato nel 1962. I due angeli oranti sui lati, sono attribuiti a Jacopo Vignali. La coppia di piccole colonne di marmo a sostegno della mensa apparteneva all'altare della cappella dell'Annunziata.

##### Cappella di Santa Barbara
Si trova a destra della crociera. Nel 1448 fu affidata alla Compagnia dei Tedeschi e dei Fiamminghi che vivevano e lavoravano a Firenze. Fino a poco tempo fa era chiamata Cappella degli Sposi. Qui la Compagnia dei Tedeschi e dei Fiamminghi ebbe il proprio luogo sepoltura e ancora ne rimane la lapide sul pavimento. Un'altra lapide in graffito ricorda Arrigo Brunick (della bottega di Giovanni Battista Foggini), l'artista tedesco che sbalzò in argento il paliotto dell'altare maggiore. Sul pilastro di sinistra, in alto, è il ritratto in marmo del pittore fiammingo Giovanni Stradano, di Giovanni Caccini (1605-1606), sull'altro lato quello di Lorenzo Palmieri (1624). Sull'altare, il quadro di Santa Barbara fu dipinto da Giuseppe Grisoni.

##### Cappella del Santissimo Sacramento

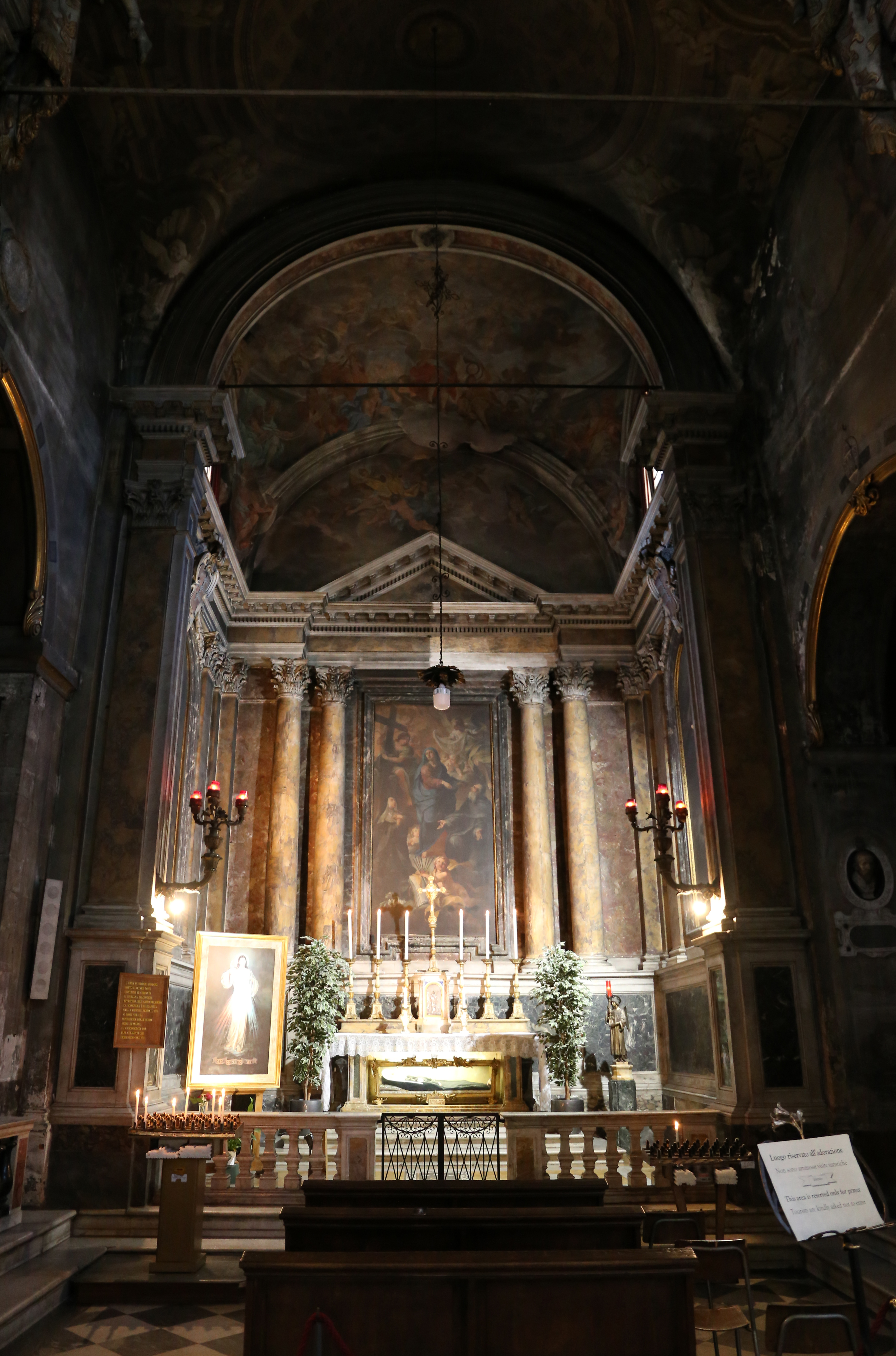
La Cappella del Santissimo Sacramento

Detta anche di Santa Giuliana Falconieri, era già esistente nel 1350 e chiamata di San Donnino; ospitò la sepoltura della famiglia Falconieri. La cappella venne poi detta della Concezione, per una tavola di Matteo Rosselli, posta sull'altare (1605), e rappresentante la Vergine Immacolata.
Nel 1676 fu trasportato sotto l'altare il corpo di santa Giuliana Falconieri, fondatrice delle monache Mantellate Serve di Maria. Dopo la sua canonizzazione (1737), i Falconieri arricchirono con marmi rari la cappella secondo un progetto di Ferdinando Fuga, adattato da Filippo Cioceri; nel 1767 i lavori erano terminati.
La cupoletta e la tela dell'altare sono di Vincenzo Meucci, e i due quadri laterali, Morte di santa Giuliana e Morte di sant'Alessio Falconieri sono di Giuseppe Grisoni. Nel 1937 fu progettata una nuova urna in bronzo per racchiudere le reliquie della santa, su disegno di Giuseppe Cassioli. Nel 1957, oltre all'urna in bronzo (realizzata dalla ditta Bearzi di Firenze su disegno del Cassioli) veniva applicata al teschio della Santa una maschera di plastica, opera dello scultore E. Bava. Sempre nello stesso anno si restauravano i marmi dell'altare e di tutta la cappella, a opera della ditta Tosetti di Firenze. Recentemente è stato collocato sopra il ciborio dell'altare il Crocifisso delle Misericordie, attribuito ad Alesso Baldovinetti e datato intorno al 1456, normalmente sull'altare maggiore.

##### Cappella della Pietà

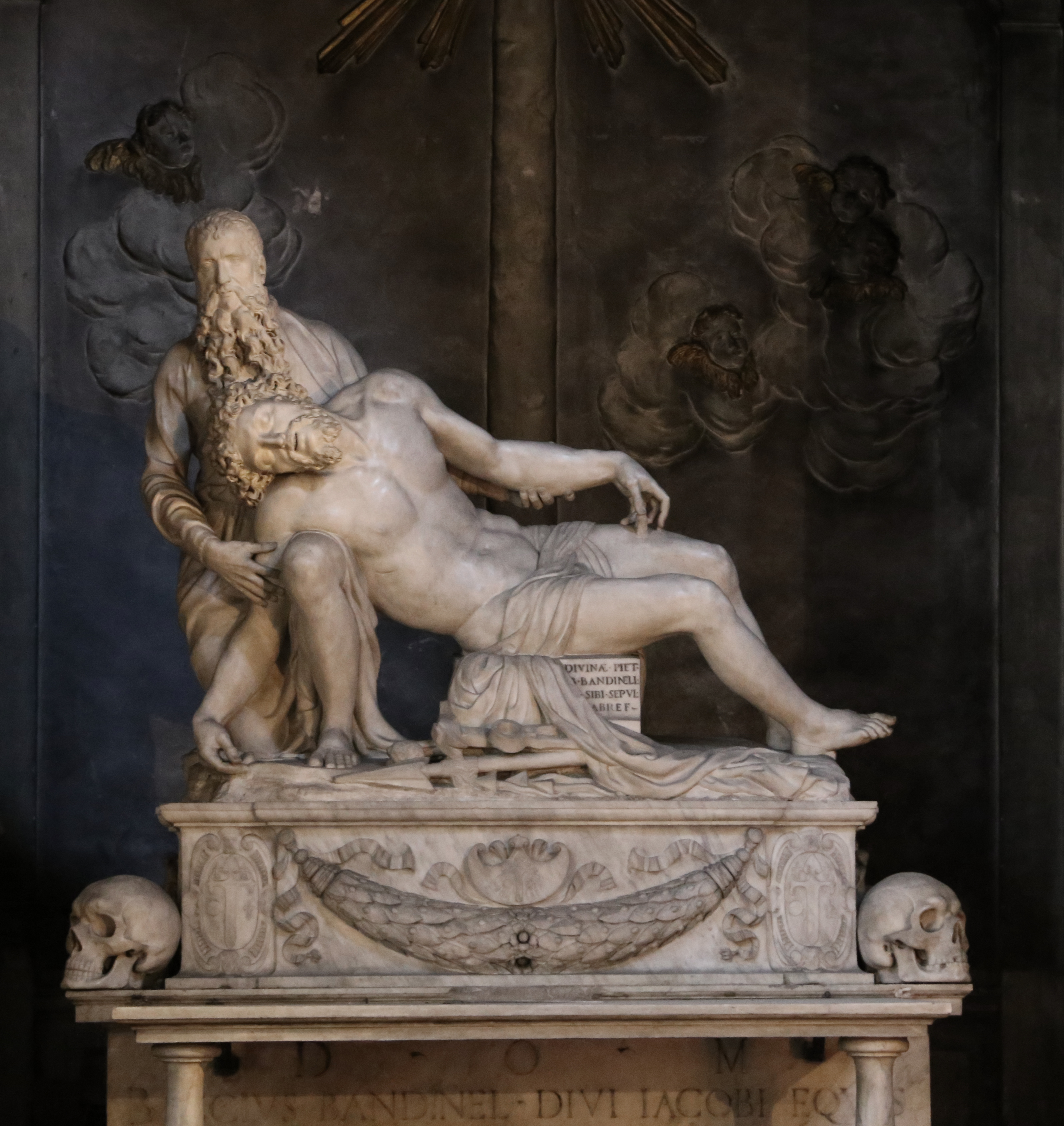
Baccio e Clemente Bandinelli, Cristo in pietà sorretto da Nicodemo (1554-1559 circa)

Appartenne dal 1340 alla famiglia Pazzi, ma nel 1559 passò allo scultore Baccio Bandinelli e ai suoi discendenti. Ivi trova luogo il gruppo scultoreo in marmo di Carrara Cristo in pietà sorretto da Nicodemo, realizzato tra il 1554 e il 1559, che secondo Giorgio Vasari sarebbe stato iniziato da Clemente Bandinelli, figlio dello scultore morto nel 1555, e poi terminato dal padre stesso; sul basamento, sono scolpiti a bassorilievo i ritratti di Baccio Bandinelli, di sua moglie Jacopa Doni e lo stemma di famiglia.

#### Cappelle a sinistra nella navata

##### Cappella di San Giuseppe (Feroni)

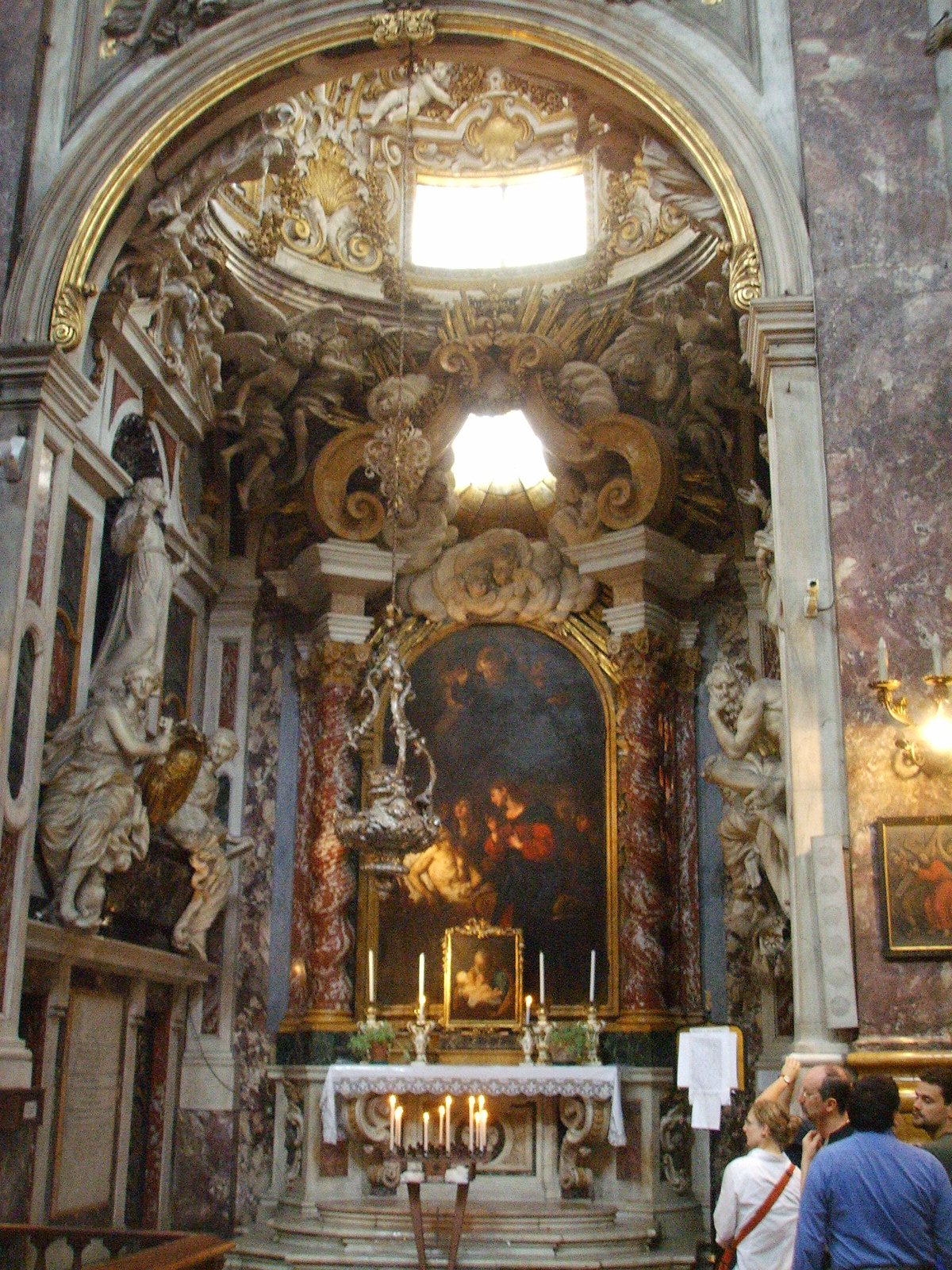
La Cappella Feroni

Detta anche Cappella Feroni, fu eretta nel 1451 e Andrea del Castagno vi affrescò, tra il 1455-56, il San Giuliano e il Redentore (opera oggi nascosta in una nicchietta dietro la pala d'altare attuale). La cappella, ricca di marmi e stucchi, fu ristrutturata da Giovanni Battista Foggini (1693), e all'altare fu collocata la tela con il Transito di san Giuseppe, opera del bavarese Johann Carl Loth, artista attivo soprattutto a Venezia, ma amato e promosso in Toscana dal Gran Principe Ferdinando.
Su i due monumenti sepolcrali, della famiglia Feroni, patronI della cappella, la statua di San Francesco è del fiorentino Camillo Cateni, e quella di San Domenico, di Carlo Marcellini. Le altre sculture sono di Francesco Andreozzi, Isidoro Franchi, Giuseppe Piamontini; i medaglioni di bronzo dorato sono di Massimiliano Soldani Benzi. Una lampada d'argento (1694) pende dall'arco della cappella, e fu disegnata dal Foggini stesso.

##### Cappella di San Girolamo (Montauti)

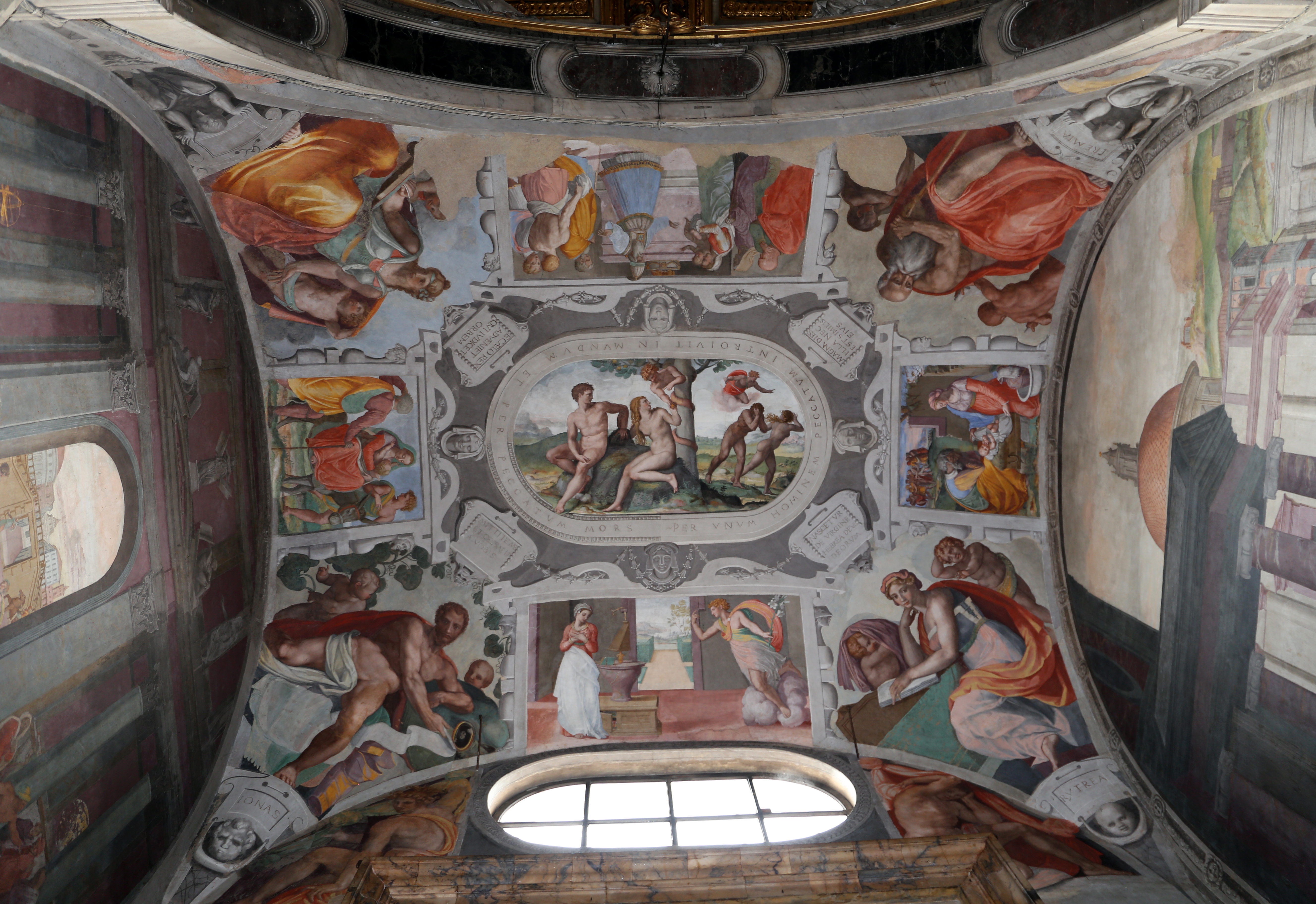
Affreschi di Alessandro Allori sulla volta della Cappella Montauti

Nel 1451 il convento cedeva alla famiglia Corboli questa cappella. Precedentemente era chiamata del Giudizio Universale, per la tavola di Alessandro Allori, posta sull'altare ma, una volta rimesso in luce nel 1933 l'affresco con la Trinità e santi di Andrea del Castagno (1454 circa), la cappella ha ripreso il suo antico nome. Gli affreschi delle pareti, raffiguranti i Profanatori scacciati dal Tempio, Gesù tra i dottori e quelli della volta, con il Paradiso terrestre, Profeti e Sibille, Annunciazione, Natività, Presentazione di Gesù al Tempio, Fuga in Egitto sono dello stesso Alessandro Allori.

##### Cappella della Crocifissione
Fu patronato dal 1450, della famiglia Galli. Sull'altare è la tavola (firmata e datata) con la Crocifissione che Giovanni Stradano dipinse nel 1569 per Niccolò di Bartolomeo Galli, che riprende la composizione della tavola di medesimo soggetto del Vasari al Carmine e nella quale la plasticità fiorentina si unisce ad un'attenzione nordica al particolare. La pala è contornata da una parete affrescata dallo stesso Stradano: ai lati sono raffigurati i profeti Isaia e Abacuc, restaurati nel 2024, affiancati da ghirlande, dalle figure dei committenti, mentre nell'arco in alto sono sei Angeli.
La Resurrezione di Lazzaro, nella parete destra è di Niccola Monti (1837). Nella parete di sinistra, il Giudizio Universale, copia di un particolare del Giudizio di Michelangelo, è opera di Alessandro Allori, il quale aggiunse tra i personaggi un ritratto di Michelangelo in suo omaggio. La pala proviene dall'attigua cappella Montauti, e venne smontata e qui collocata per rendere visibile l'affresco di Andrea del Castagno.

##### Cappella dell'Assunta

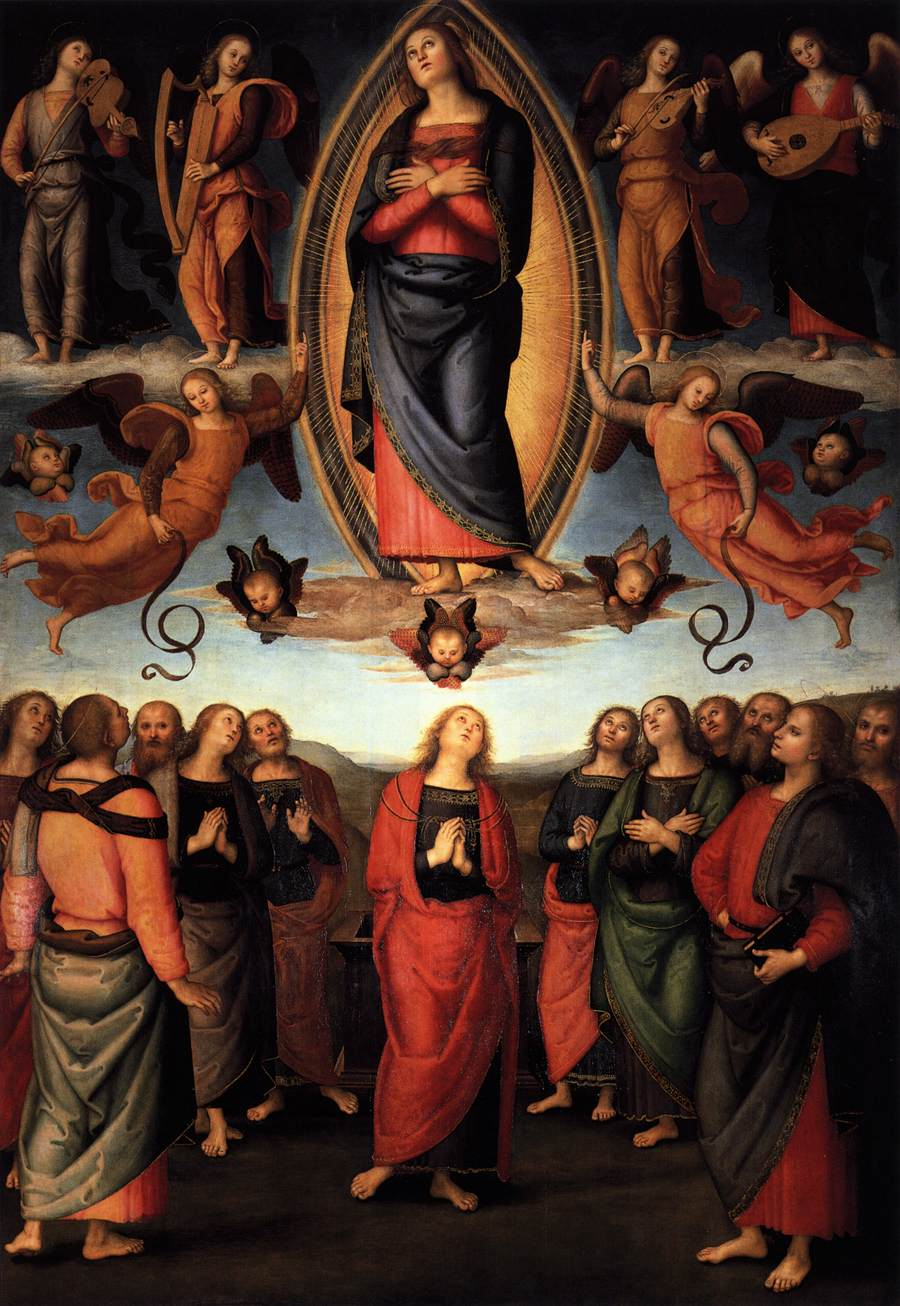
Pietro Perugino, Assunzione di Maria (1506 circa)

La famiglia dei da Rabatta fu la patrona della cappella fin dal 1451. Venne restaurata nel 1667. L'Assunzione di Maria del Perugino, fu qui trasportata dall'altare maggiore. In origine la pala aveva due facciate, ma venne divisa e oggi un lato si trova nella Galleria dell'Accademia a Firenze. Sulle pareti, il David e Golia e l'Arca Santa sono di Luigi Ademollo (1828). In questa cappella si vedono ancora bene i resti dei pilastri originali che separavano la navata centrale da quelle laterali, prima che queste ultime venissero trasformate in cappelle.

##### Cappella dell'organo
Era un tempo dedicata a san Rocco e sull'altare si vedeva la statua in legno del santo che ora è nella cappella della Resurrezione. Dopo il restauro nel 1634 dell'antico organo proveniente dalle collezioni della Domus Aurea di Roma, la cappella fu affidata alla famiglia Palli che pensò alla ricca decorazione marmorea a opera di Bartolomeo Rossi, e fece dipingere a Cesare Dandini il quadro dell'altare, Assunta che protegge Firenze.

##### Cappella di San Biagio (Grazzi)

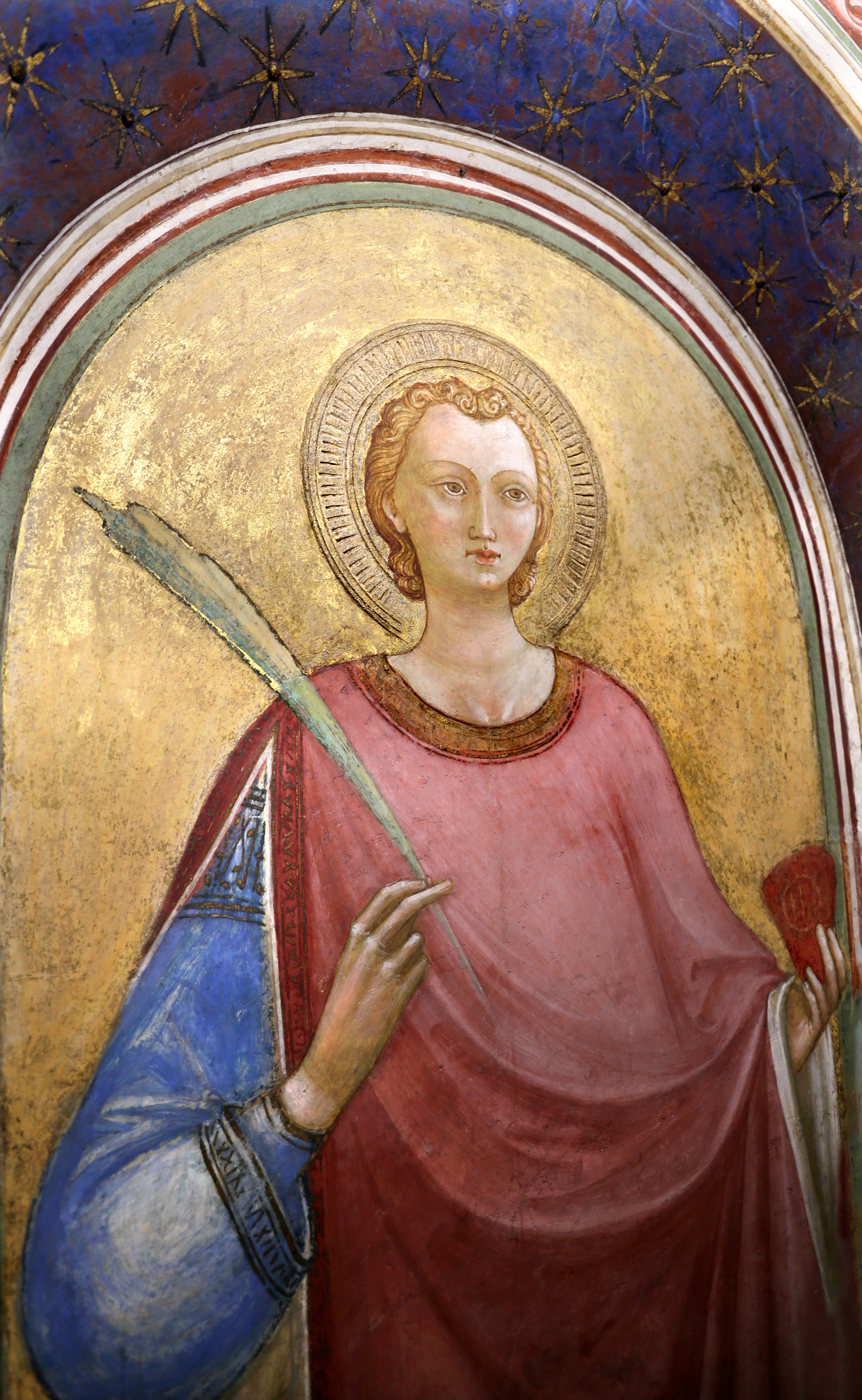
Stefano d'Antonio (attr.), Sant'Ansano (1440)

Al suo posto era un tempo la Cappella di Sant'Ansano. Infatti vi si conserva un affresco con il martire senese, attribuito a Stefano d'Antonio (1440). La tela di San Biagio e altri santi martiri è del secolo XV ma di autore ignoto, mentre di Jacopo Vignali sono le due piccole tele dei Santi Pietro e Paolo. La volta fu affrescata dal Volterrano, che vi effigiò Santa Cecilia in mezzo agli angeli musicanti. Il paramento di marmi è opera di Alessandro Malavisti.

##### Cappella del Crocifisso

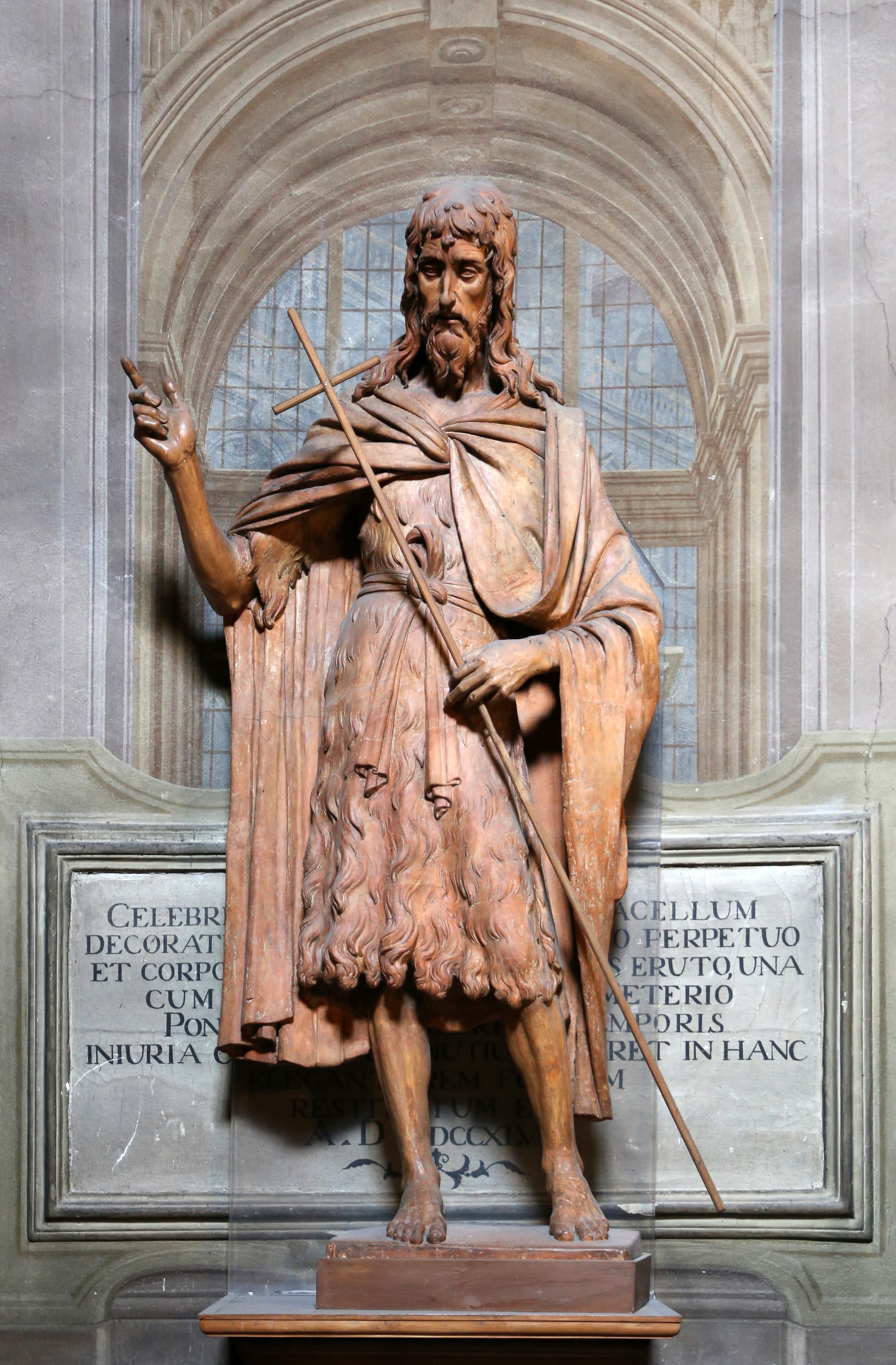
Michelozzo, San Giovanni Battista (1454)

Si trova nella crociera di sinistra, già vecchia sagrestia della chiesa. Nel 1445, divenne cappella padronale della famiglia Villani e fu ristrutturata da Michelozzo: a quell'anno data la lastra tombale sul pavimento, di Jacopo di Giovanni Villani. Sull'altare il Crocifisso in legno, è uno di quelli detti dei Bianchi (ante 1404). Ai piedi del Crocifisso due pregevoli statue di terracotta a grandezza naturale, la Vergine e san Giovanni Evangelista della bottega di Luca della Robbia, databili al 1430-1450 circa.
La tela che a volte ricopre l'ancona fu dipinta nel 1855 da Ferdinando Folchi, e rappresenta una Deposizione. La decorazione in finta architettura (1746) è di Giuseppe Sciaman (Jean-Joseph Chamant), e la volta, di Vincenzo Meucci. La grande statua in terracotta del San Giovanni Battista sembra sia il modello del San Giovanni ideato da Michelozzo (1452) per il dossale dell'altare del Battistero (ora al Museo dell'Opera del Duomo). Il fonte battesimale è opera di Giuseppe Cassioli; il paliotto dorato dell'altare e l'urna che accoglie san Fiorenzo (compagno di sant'Antimo di Roma), sono di Luca Boncinelli (1689).

##### Cappella di San Filippo Benizi
Le prime notizie della cappella risalgono al 1464 quando essa era dedicata a San Giovanni Evangelista. Nel 1671, a seguito della canonizzazione di Filippo Benizi, la cappella fu dedicata al servita e ristrutturata. In quell'occasione fu realizzata da Baldassare Franceschini, detto il Volterrano, anche la tavola dell'altare che rappresenta l'Estasi del santo. Anche il più piccolo quadro con il San Giovanni Evangelista è del Volterrano.

#### Altare maggiore

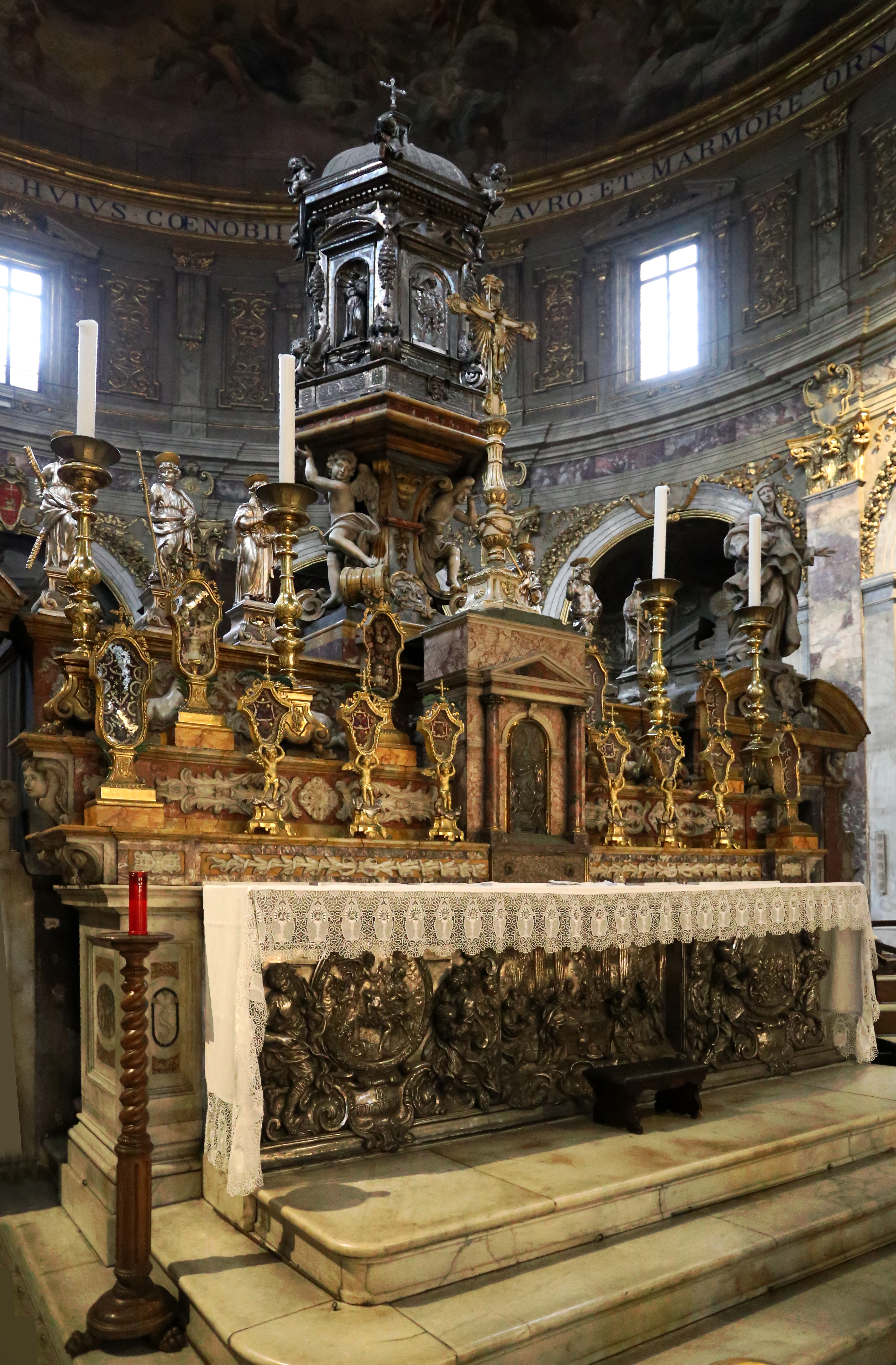
L'altare maggiore

Fu forse Leon Battista Alberti, nel 1471, a disegnare l'altare per il quale nel 1481-2 Giuliano da Sangallo scolpì in legno il Crocifisso ora collocato nella cappella del Beato Gioacchino da Siena. Nel 1504 venne alzato dietro la mensa e, a separazione dal coro, un arco ad ancona in legno, realizzato da Baccio d'Agnolo. Il fornice era chiuso da una grande tavola dipinta sulle due facce (oggi sezionata e divisa): dalla parte del coro, un'Assunzione del Perugino (ora nella cappella dell'Assunta), e verso la navata una Deposizione di Filippino Lippi, terminata dal Perugino (oggi nella Galleria dell'Accademia). Nel 1546 la tavola venne tolta e al suo posto fu collocato un grande ciborio intagliato in legno da Filippo e Giuliano di Baccio d'Agnolo.
Nel 1655 Antonio di Vitale de' Medici donò alla chiesa l'attuale Sancta Sanctorum d'argento, sormontato da una croce di cristallo di rocca. Disegnatore fu Alfonso Parigi ed esecutori furono Giovanni Battista e Antonio Merlini. Il paliotto d'argento dell'altare, disegnato da Giovan Battista Foggini fu eseguito nel 1682 dall'argentiere fiammingo Arrigo Brunick. L'altare fu terminato nel 1704 su disegno di Giovacchino Fortini, al quale appartengono anche le statue di San Filippo Benizi e di Santa Giuliana Falconieri (1705) sopra le due porte del coro.
Ai lati del presbiterio, si trovano due edicole monumentali in marmo di Giovanni Caccini, con le statue di San Pietro (1601) e San Paolo (1609-10), scolpite dal suo allievo Gherardo Silvani su disegno dello stesso Caccini. Sul pavimento una lapide segna dove fu sepolto Andrea del Sarto. Addossati ai pilastri che formano l'arco del presbiterio, due monumenti sepolcrali di monsingnor Angelo Marzi-Medici, a sinistra, e del senatore Donato dell'Antella, a destra. Il primo monumento è opera di Francesco da Sangallo (1546); l'altro, di Giovan Battista Foggini (1702).

#### Tribuna

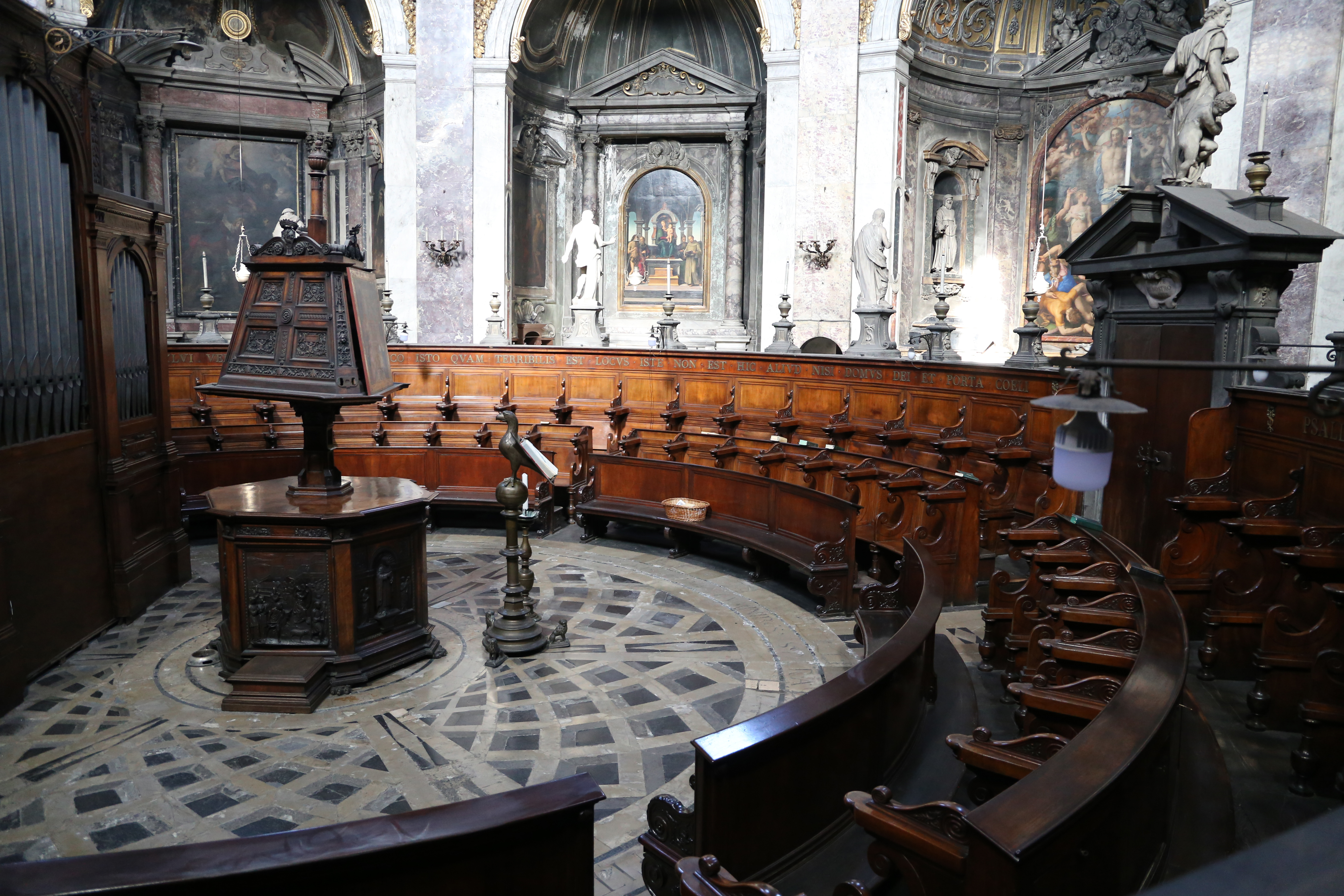
Il coro

Costruita da Michelozzo nel 1444 in forma circolare come rotonda riservata alla meditazione per i frati, fu successivamente trasformata in grande spazio coperto a cupola su disegno di Leon Battista Alberti, che costruì anche il grandioso arco di collegamento con la navata della chiesa, sfondando l'antica Cappella di Santa Giuliana Falconieri. Il coro ebbe nel 1668 l'attuale sistemazione esterna a opera di Alessandro Malavisti su disegno di Pier Francesco Silvani. La porta centrale con il gruppo della Carità (in stucco) è del Giambologna (1578). Altre sei statue in marmo posano sulla spalletta del recinto: San Filippo Benizi è attribuita a fra Vincenzo Casali, servita; il Redentore, San Gaudenzio e il Beato Ubaldo Adimari sono di Giovanni Angelo Montorsoli, servita (1542 circa); l'Addolorata è di Alessandro Malavisti (1666), il Beato Lottaringo della Stufa è di Agostino Frisson (1668 circa).
All'interno del coro il pavimento di marmo risale al 1541; gli stalli di noce su modello dei precedenti, intagliati da Giovanni d'Alesso Unghero nel 1538 furono rifatti nel 1846. I due leggii di ottone, con aquila ad ali spiegate, sono opera pregevole del XIV e XV secolo. Del più antico è stata riconosciuta la provenienza inglese. Il grande leggio in noce al centro del coro è di Antonio Rossi (1852).

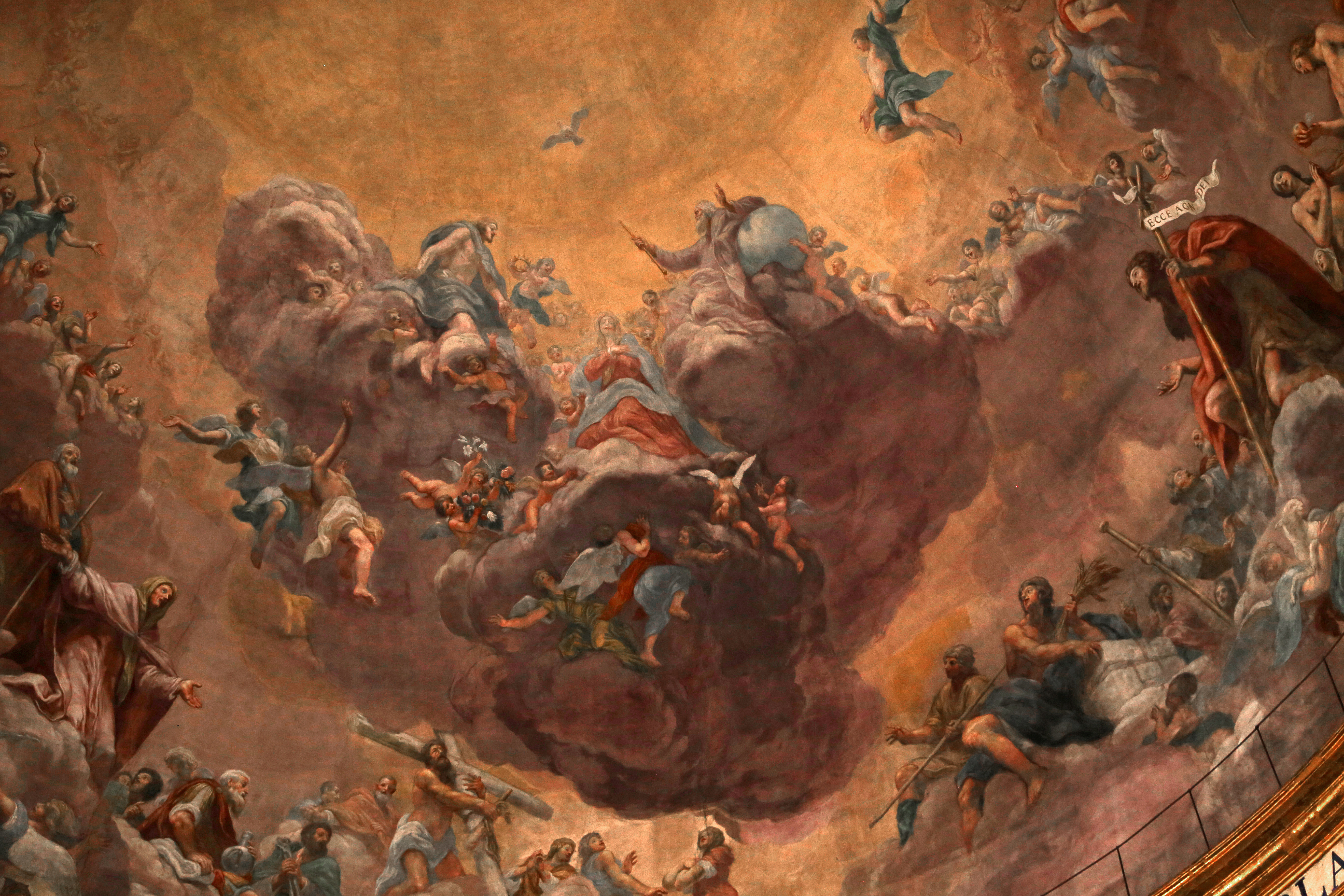
Volterrano, Assunzione della Vergine (1680-1683)

La cupola fu dipinta dal Volterrano in soli tre anni (1680-1683): rappresenta l'Assunzione della Vergine che, tra una folla di santi del Vecchio e del Nuovo Testamento, viene sollevata dagli Angeli al trono dell'Altissimo.

#### Cappelle della tribuna
A sinistra della Cappella di San Filippo si entra nel vestibolo della sagrestia, che ha sul fondo il passaggio (1937) alla tribuna. Fu creato da Michelozzo, fu trasformato nel 1625 in Cappella della Presentazione, di cui rimane ancora l'architettura, al posto dell'altare. Le due piccole statue in pietra nelle nicchie laterali, sono di autore ignoto. Il tondo sopra il vano è lo stemma di Parte Guelfa. A destra, un busto di stucco, qui posto nel 1592, ci tramanderebbe la vera effigie di san Filippo Benizi.

##### Cappella della Natività

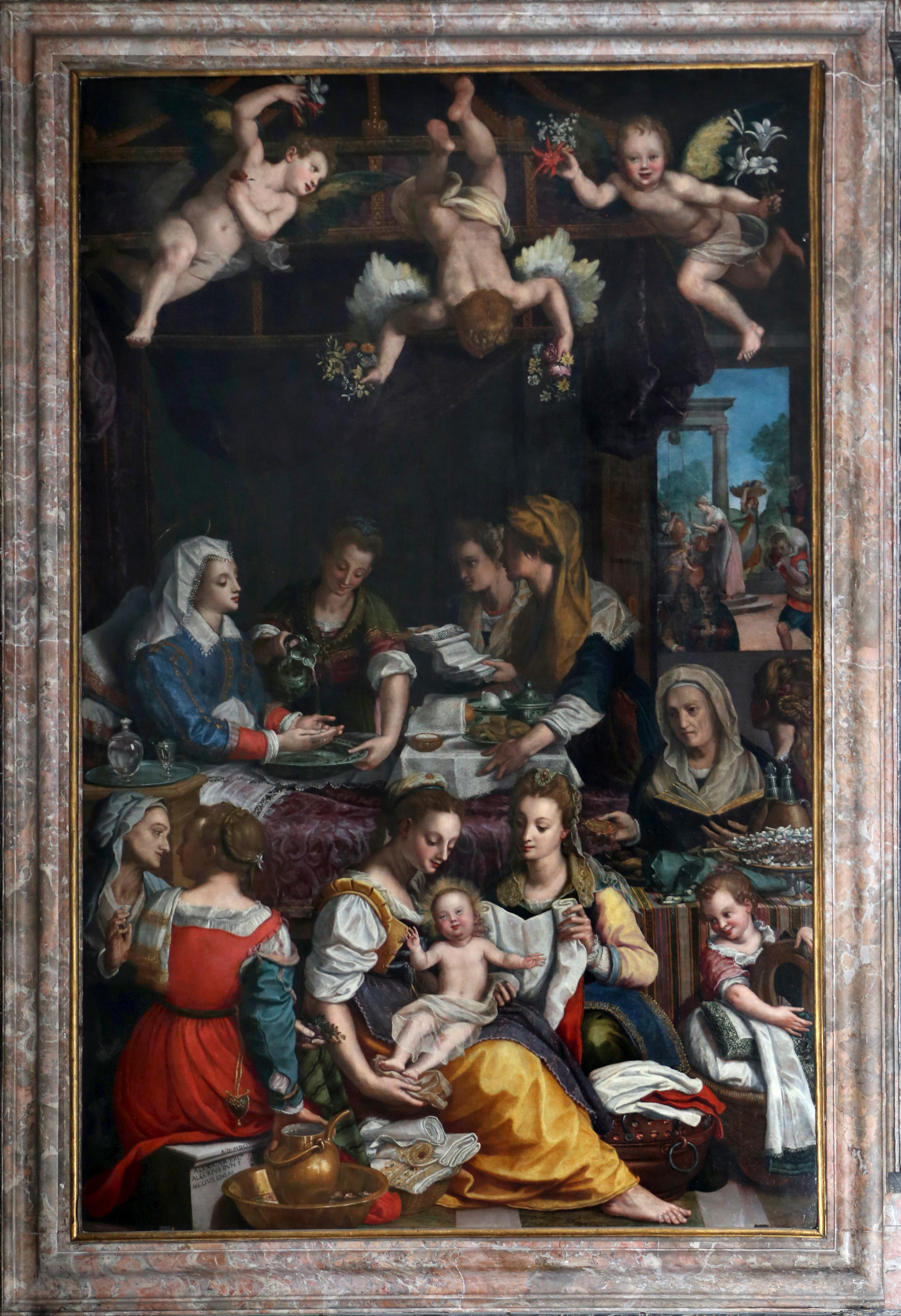
Alessandro Allori, Natività della Vergine (1602)

La Cappella della Natività, o di Sant'Ignazio, fu eretta nel 1471 dalla famiglia dei dell'Antella. Venne rinnovata per volere di Donato dell'Antella a partire dall'anno 1600 (architettura su disegno dello scultore Bartolommeo Rossi) e consacrata già il 25 giugno 1602. La pala d'altare, la Natività della Vergine (1602), è di Alessandro Allori. Sulle pareti, altri quattro pregevoli dipinti narrano alcuni fatti della vita di san Manetto dell'Antella, uno dei Sette Fondatori osm. Il primo dipinto in alto a destra è di Jacopo Ligozzi, e rappresenta San Manetto al piedi di papa Clemente IV; quello inferiore, San Manetto che risana uno storpio, è di Cristoforo Allori, del 1602, importante per l'adesione del pittore al nuovo naturalismo nel disegno e nel colore appreso dagli insegnamenti del Cigoli e del maestro Gregorio Pagani, e nota per la presenza, tra gli astanti sulla sinistra, dei suoi maestri e di alcuni suoi colleghi insieme al proprio autoritratto; a sinistra, il primo in alto, è il dipinto con i Sette Santi Fondatori diretti a Montesenario, di Alessandro Allori; sotto è il San Manetto eletto Generale dell'Ordine, di Domenico Cresti detto il Passignano.
La volta fu affrescata da Bernardino Poccetti, che vi rappresentò il Paradiso, dove, sopra i patriarchi biblici, la colomba dello Spirito Santo effonde una pioggia di luce con piccole fiammelle dorate, tra le quali sette stelle luminose lavorate a rilievo in stucco che rimandano ai sette doni dello Spirito ma alludono anche ai Sette Santi fondatori.

##### Cappella di San Michele Arcangelo
Appartenuta dal 1470 ai Benivieni passò poi a quella dei Donati che la restaurò nel 1666. Il dipinto dell'altare, la Madonna col Bambino tra San Michele Arcangelo, San Raffaele Arcangelo e Sant'Antonio da Padova (1671) e i due laterali, San Carlo Borromeo e Santa Maria Maddalena dei Pazzi, sono di Simone Pignoni. Gli affreschi della volta sono di Cosimo Ulivelli.

##### Cappella di Sant'Andrea Apostolo
Fu eretta nel 1456 da Francesco Romoli dei Bellavanti; ma nel 1721 fu patronato dei Malaspina che la restaurarono nel 1726. La tavola dell'altare, Madonna e santi, è attribuita alla cerchia del Perugino; due dipinti laterali rappresentano il Martirio di sant'Andrea.

##### Cappella della Risurrezione

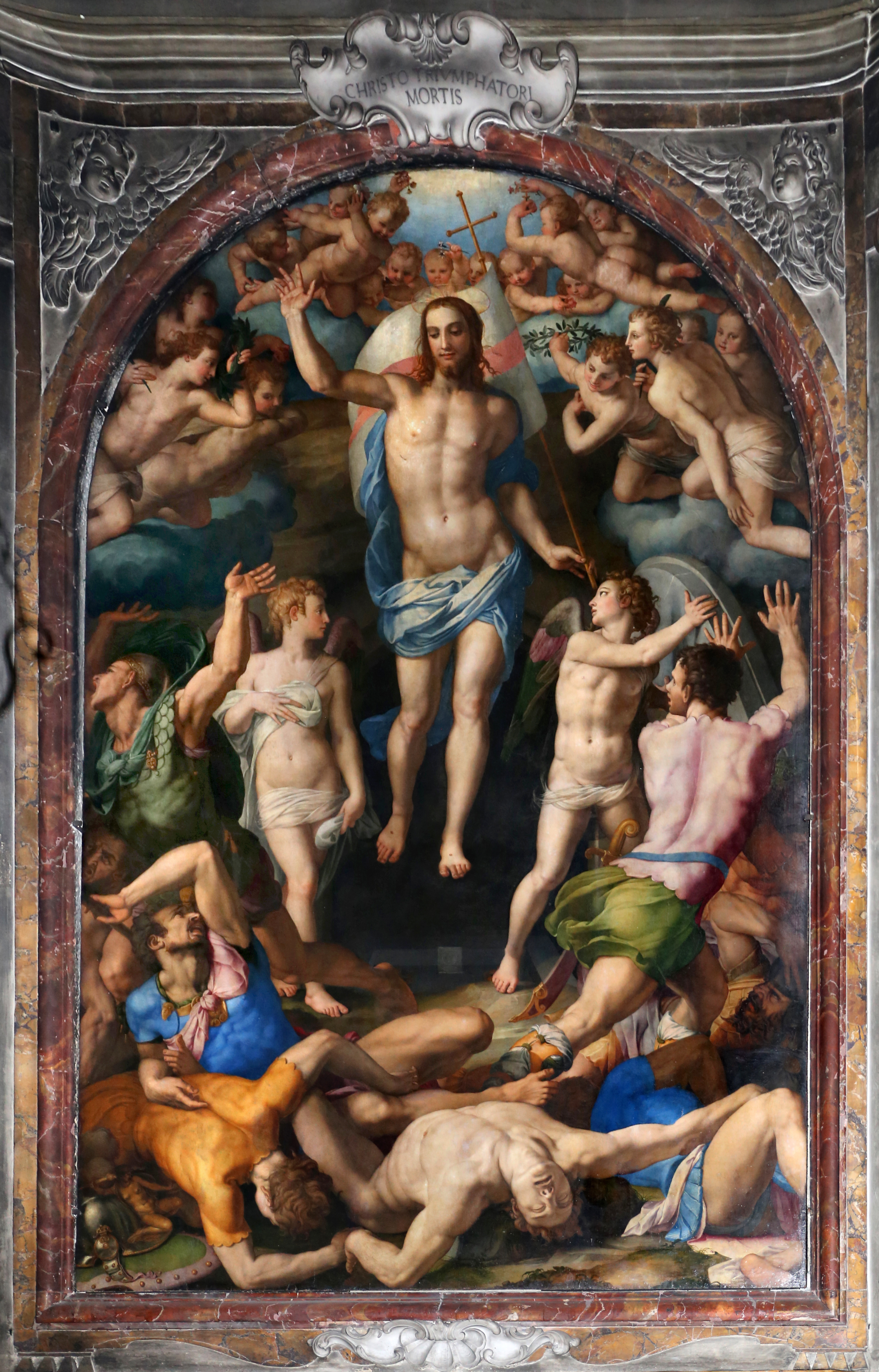
Agnolo Bronzino, Resurrezione (1552)

La cappella fu fondata da Piero Del Tovaglia, primo patrono della cappella, ma nel 1548 il patronato veniva assunto dalla famiglia Guadagni che la restaurò nel 1742. La pala d'altare di Agnolo Bronzino che raffigura la Resurrezione fu commissionata dai fratelli Jacopo, Filippo e Paolo Antonio Guadagni nello stesso 1548 e terminata nel 1552. Il pittore traduce i modelli michelangioleschi, specie del Giudizio della Sistina, in morbide, a tratti sensuali figure.
Nella cappella è la statua di San Rocco, in legno di tiglio, opera di Veit Stoss, raro esempio di scultura tedesca rinascimentale in un contesto chiesastico italiano. Il San Francesco di Paola, in marmo, nella nicchia di fronte è di Giuseppe Piamontini, siglato e datato 1700 e qui collocato nel 1857.

##### Cappella della Madonna del Soccorso (del Giambologna)

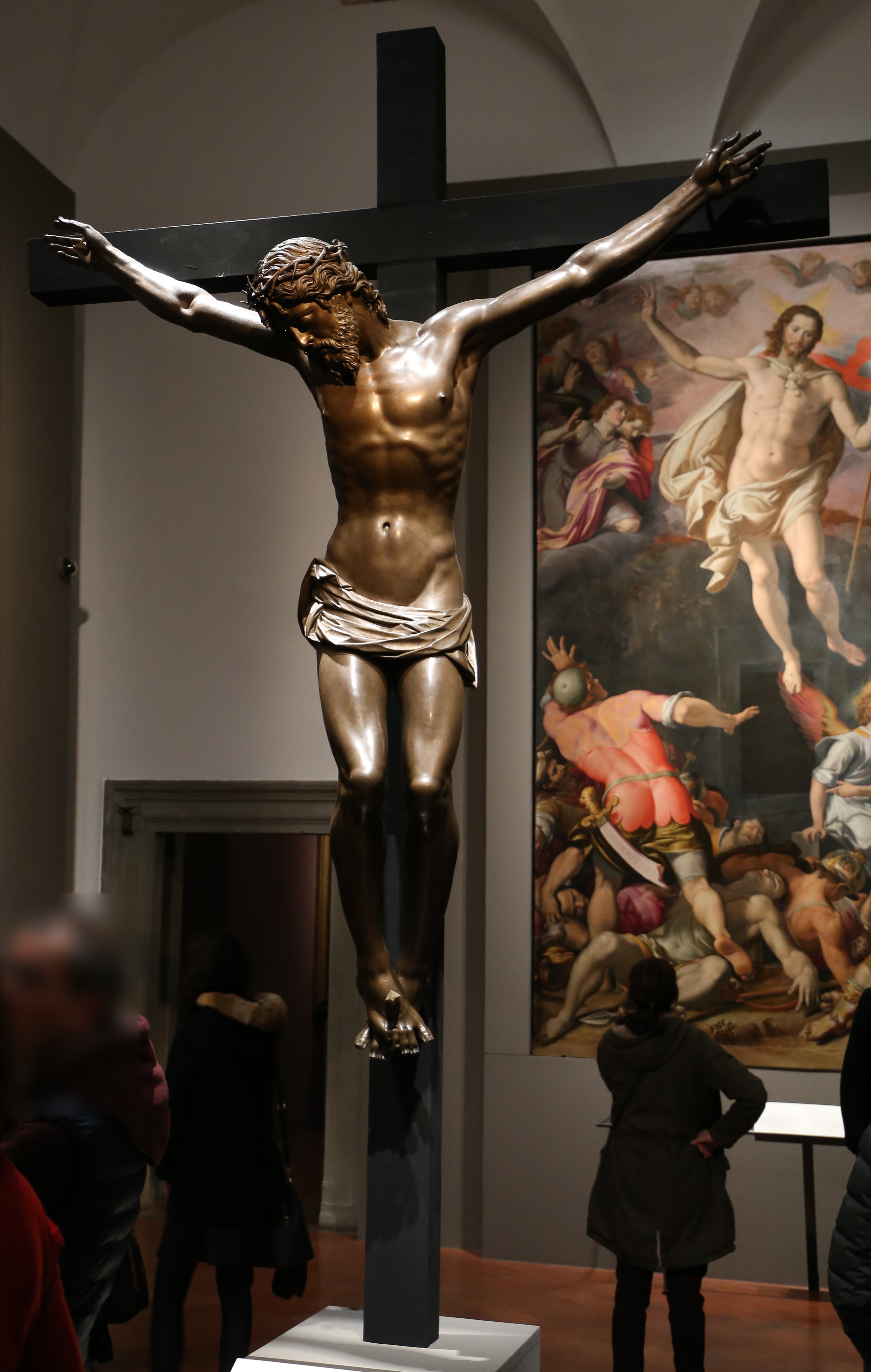
Giambologna, Crocifisso (1598, in questa immagine esposto dopo il restauro in una sede temporanea)

La cappella fu fondata nel 1444 dalla famiglia Pucci. Più tardi, terminata la tribuna con gli aiuti finanziari del Marchese di Mantova, questi si riservò il patronato della cappella che, in seguito fu ceduto alla famiglia Dolce e finalmente, nel 1594, passò allo scultore Giambologna che si impegnò a decorarla, ne fece la sua cappella funeraria e si occupò anche del progetto architettonico valorizzato dall'uso della tradizionale pietra serena. Lo scultore realizzò la decorazione bronzea consistente nel Crocifisso in bronzo, eseguito nel 1598 e nei sei bassorilievi in bronzo con scene della Passione realizzati nello stesso periodo e già collocati al momento dell'inaugurazione della cappella, nello stesso 1598.
La decorazione marmorea fu affidata invece all'allievo Pietro Francavilla che scolpì le figure della Vita attiva e della Vita contemplativa), mentre le altre statue di stucco degli Angeli e degli Apostoli sono invece opere di Pietro Tacca.
Nella parete di fondo, al di sopra del sarcofago che racchiude le spoglie del Giambologna e di Pietro Tacca, è il quadro con la Pietà di Jacopo Ligozzi. Degli altri due dipinti presenti, la Resurrezione è opera del Passignano, del 1598, e la Natività di Cristo di Giovan Battista Paggi. I dipinti completano l'ambiente che si pone come un interessante complesso decorativo della Firenze di fine Cinquecento.
Sull'altare, realizzato in marmo e decorazioni bronzee nel 1749, è posta la tavola della Madonna del Soccorso, attribuita a Bernardo Daddi.

##### Cappella di Santa Lucia
Già detta dei Santi Martiri e San Francesco, prima appartenne alla famiglia del Giocondo, ma nel 1723 passò a quella degli Anforti che la restaurò nel 1727.
Sull'altare vi era un tempo il quadro delle Stimmate di san Francesco di Domenico Puligo (ora alla Galleria Palatina), poi vi fu posto quello dei Sette Santi Fondatori, e infine l'attuale Santa Lucia, di Jacopo Vignali. I due quadri delle pareti, Storia dei santi martiri e San Francesco, sono di autore ignoto.
La volta è decorata da Niccolò Nannetti.

##### Cappella del cieco nato

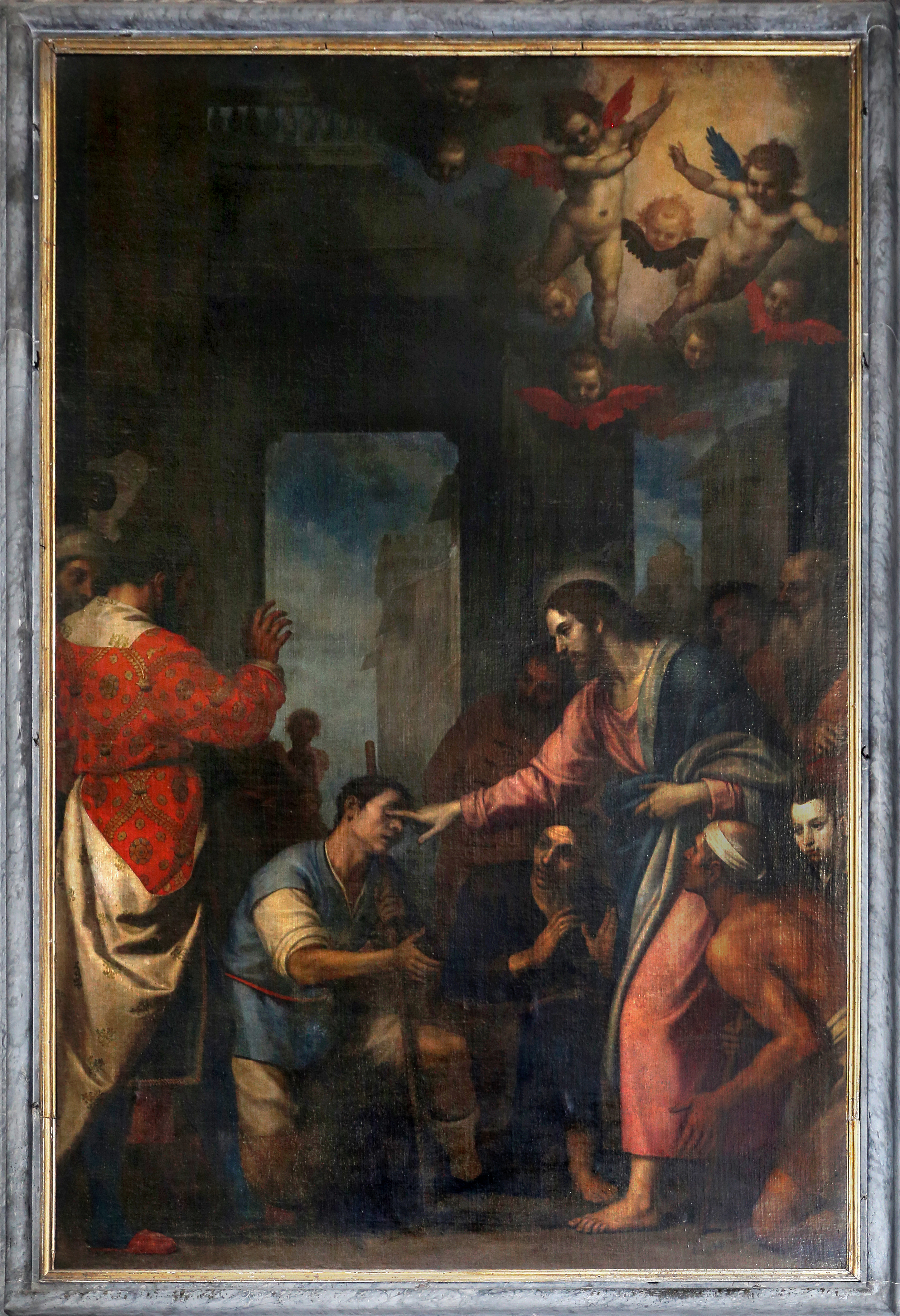
Passignano, Miracolo del cieco nato (1604)

Prende il nome dalla pala del Passignano, che rappresenta il Miracolo operato da Cristo al cieco nato. Nel 1534, erano patroni della cappella gli Scala, e qui fu sepolto il letterato e Cancelliere della Repubblica di Firenze Bartolommeo Scala. Nel 1604 i Brunaccini subentrarono nel patronato della cappella, e cancellarono ogni traccia dei precedenti curatori, ivi compresi uno stemma e un'iscrizione dedicata a Bartolommeo. A destra l'Adorazione del cieco nato è dell'Empoli; il quadro di sinistra, di Pietro Sorri, artista senese; le pitture della volta sono di Ottavio Vannini.

##### Cappella di Santa Caterina
I primi patroni di questa cappella furono i Bardi, quindi gli Accolti e nel 1612 i Buontalenti, che l'adornarono su disegno di Gherardo Silvani. Il quadro dell'altare che rappresenta le Nozze mistiche di santa Caterina d'Alessandria  firmata da Giovanni Bilivert e datata 1642, ma eseguita in gran parte da Agostino Melissi.
e i due laterali, Santa Maria Maddalena e Santa Margherita da Cortona con gli affreschi della volta, sono del Vignali.

##### Cappella di Sant'Anna
La cappella, che appartenne alla famiglia Giacomini-Tebalducci, custodisce all'altare una pala di Antonio di Donnino del Mazziere eseguita nel 1543 e raffigurante Sant'Anna con i santi Stefano, Lorenzo, Filippo Benizi e Giuliana Falconieri.

#### Organi a canne
Nella basilica si trovano sei organi a canne. L'organista titolare è dal 2011 il fiorentino Simone Stella, terziario servita.

##### Organoin cornu Epistolæ
Sulla cantoria soprastante la cappella del Salvatore (sulla parete di destra della navata), con parapetto scolpito in marmo da Piero Rosselli, vi è l'organo a canne, con cassa lignea, ricca d'intagli e dorature, in parte di Giovanni d'Alesso Unghero. Lo strumento venne costruito da Domenico di Lorenzo da Lucca tra il 1509 e il 1521; la tenda che chiude la mostra è costituita da una tela dipinta nel 1705 da Antonio Puglieschi con la Presentazione al Tempio.
L'organo, più volte restaurato, a trasmissione meccanica e ha un'unica tastiera di 62 note con prima controttava scavezza e una pedaliera a leggio scavezza di 18 priva di registri propri e costantemente unita al manuale. Dispone di 7 registri.

##### Organoin cornu Evangelii
Dirimpetto all'organo di Domenico di Lorenzo si trova un secondo strumento, restaurato da Andrea e Cosimo Ravani da Lucca nel 1628. Il basamento in marmo venne scolpito da Bartolommeo Rossi; la ringhiera di pietra tinta a marmo è di Alessandro Malavisti; la parte lignea è intagliata da Benedetto Tarchiani; il progetto è opera di Matteo Nigetti. Il pittore Giuseppe Romei dipinse la tela che chiude la mostra con la Morte di Santa Giuliana Falconieri (1772). Ambedue gli organi, nel 1763 furono ridotti alla medesima tonalità da padre Bonfiglio Vambré, O.S.M.. Nel 1911 l'organo venne completamente rifatto da Carlo Vegezzi Bossi.
Lo strumento attuale, in stato di abbandono, è a trasmissione mista (idraulica per i registri, i manuali e il pedale, meccanica per le unioni) e dispone di 20 registri; la sua consolle, anch'essa situata in cantoria, ha due tastiere di 56 note ciascuna e una pedaliera retta di 27.

##### Organo della Cappella della Santissima Annunziata

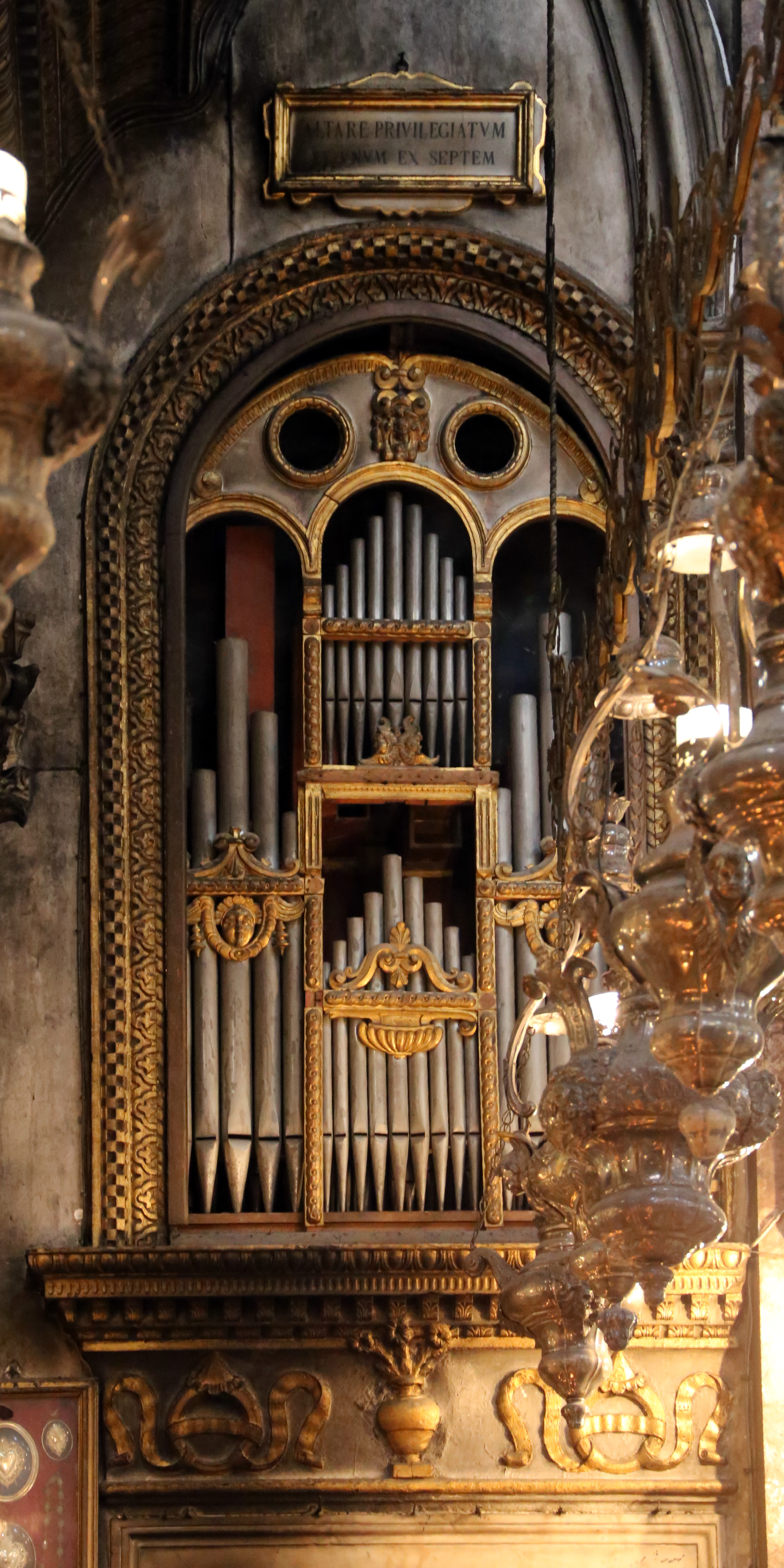
Organo della Cappella della Santissima Annunziata (Paoli, 1842)

Di fianco alla Cappella della Santissima Annunziata, fra la prima e la seconda cappella di sinistra, si trova l'organo a canne costruito da Michelangelo Paoli nel 1842 riutilizzando il materiale fonico di un precedente strumento, costruito da Matteo da Prato tra il 1444 e il 1453 e ampliato da Onofrio Zeffirini nel 1551 (all'intervento cinquecentesco risalgono alcuni registri e la mostra attuale). Lo strumento è situato in un vano scale e la sua consolle, a finestra, si apre nella parete posteriore della cassa; essa ha un'unica tastiera di 50 note con prima ottava scavezza e una pedaliera a leggio scavezza di 8 note costantemente unita al manuale e priva di registri propri. L'organo, in stato di abbandono, è a trasmissione integralmente meccanica e dispone di 14 registri.

##### Organo della tribuna
All'interno del recinto del coro, dietro l'altare maggiore, si trova l'organo a canne utilizzato durante le liturgie e per alcuni concerti. Questo fu costruito da Carlo Vegezzi-Bossi nel 1912, ma dopo la piena del 1966, nel 1969 la consolle fu rifatta da Giovanni Bai e fu spostata nel presbiterio. Lo strumento, a trasmissione elettrica (ma fino al 1992 era elettro-pneumatica), dispone di 18 registri; la consolle ha due tastiere di 58 note ciascuna e una pedaliera concavo-radiale di 30 e a essa è collegato anche l'organo positivo costruito da Paolo Ciabatti nel 2002 e situato nella prima esedra di destra della tribuna.

##### Organo della Cappella di San Luca
Nella Cappella di San Luca (anche detta "dei Pittori") si trova un organo positivo costruito dal faentino Tommaso Fabbri nel 1702. Questo strumento, originariamente destinato alla Sagrestia Nuova e solo in un secondo tempo collocato nella cappella, è a trasmissione meccanica sospesa e ha 5 registri; dispone di un'unica tastiera di 45 note con prima ottava scavezza e una pedaliera a leggio scavezza di 9 note costantemente unita al manuale e priva di registri propri.

### Il complesso conventuale

#### Il Chiostro Grande

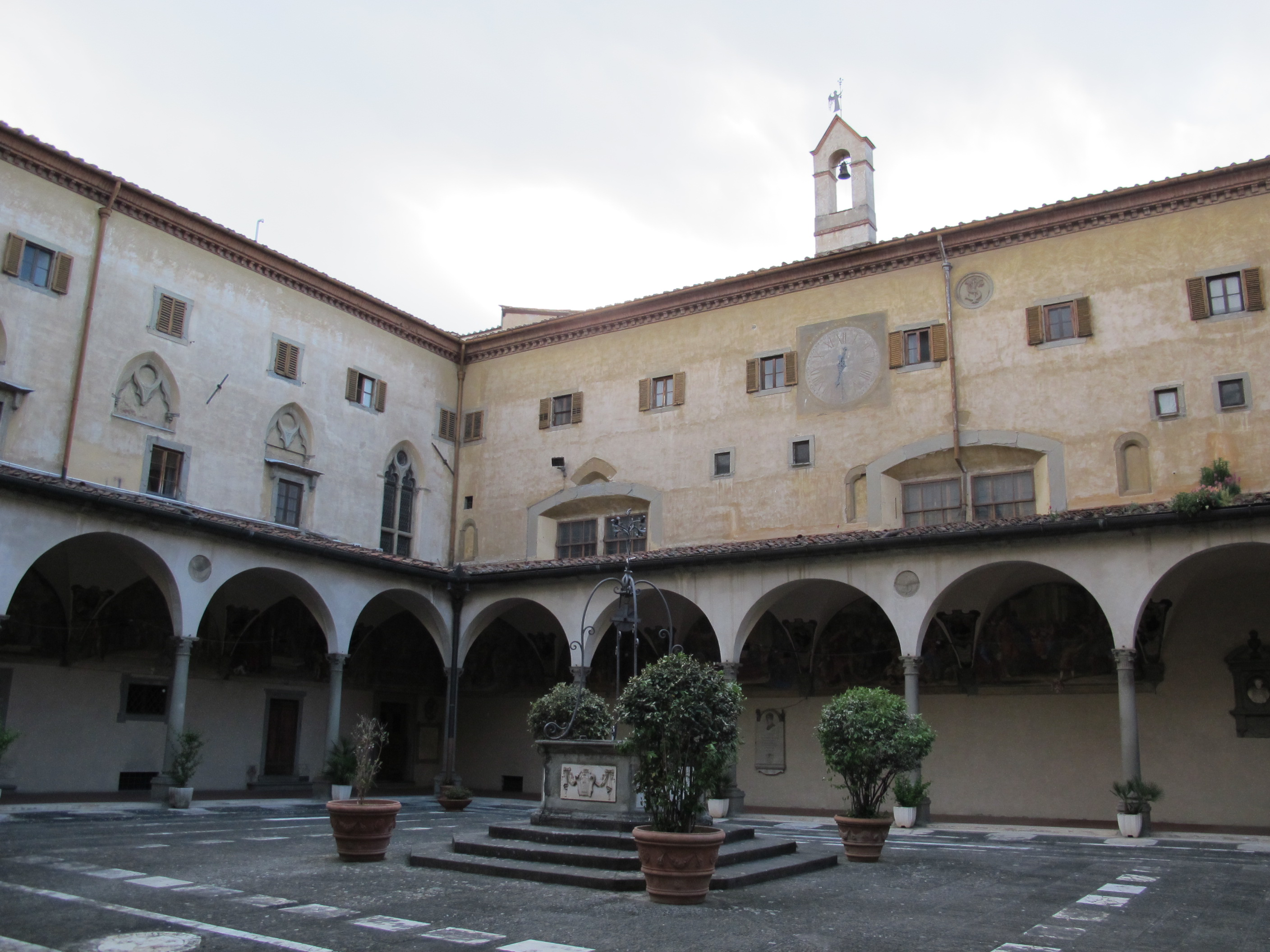
Il chiostro grande

Il Chiostro "Grande" o dei "Morti", venne risistemato su un lato della chiesa da Michelozzo e da altri, e terminato nel secolo XV. L'orologio risale al secolo XVI, anche se ha subito modifiche nei secoli successivi. La piccola campana porta la scritta Ave Maria e la data 1567.
Le venticinque lunette dipinte che ammiriamo sotto gli archi, sono dovute al pennello di diversi autori. Le prime tre lunette a sinistra sono di Ventura Salimbeni (1605): San Manetto dell'Antella e il pontefice Clemente IV (da notare il ritratto di Dante); Ampliamento di Santa Maria di Cafaggio, Morte di san Bonfiglio Monaldi, primo Generale dell'Ordine.
La quarta lunetta è di Bernardino Poccetti (1612): Morte di san Bonagiunta Manetti. La quinta e la sesta furono dipinte da Matteo Rosselli (1614): San Bonfiglio rassegna le dimissioni da superiore; Approvazione dell'Ordine dei Servi di Maria.
Continuando sul lato che segue troviamo ancora una lunetta del Salimbeni (1608), Visione di san Filippo Benizi. Nell'ottavo affresco (1625), il padre pittore Donato Arsenio Mascagni racconta la tradizione devota del Volto della Madonna dipinto da un angelo. La nona lunetta è dì Matteo Rosselli (1616): Innocenzo IV e il cardinale Fieschi protettore dell'Ordine dei Servi. Nel decimo affresco di Arsenio Mascagni con la Posa della prima pietra di Santa Maria di Cafaggio, e nell'undicesimo, del Rosselli (1616), invece, San Manetto alla presenza del re di Francia.

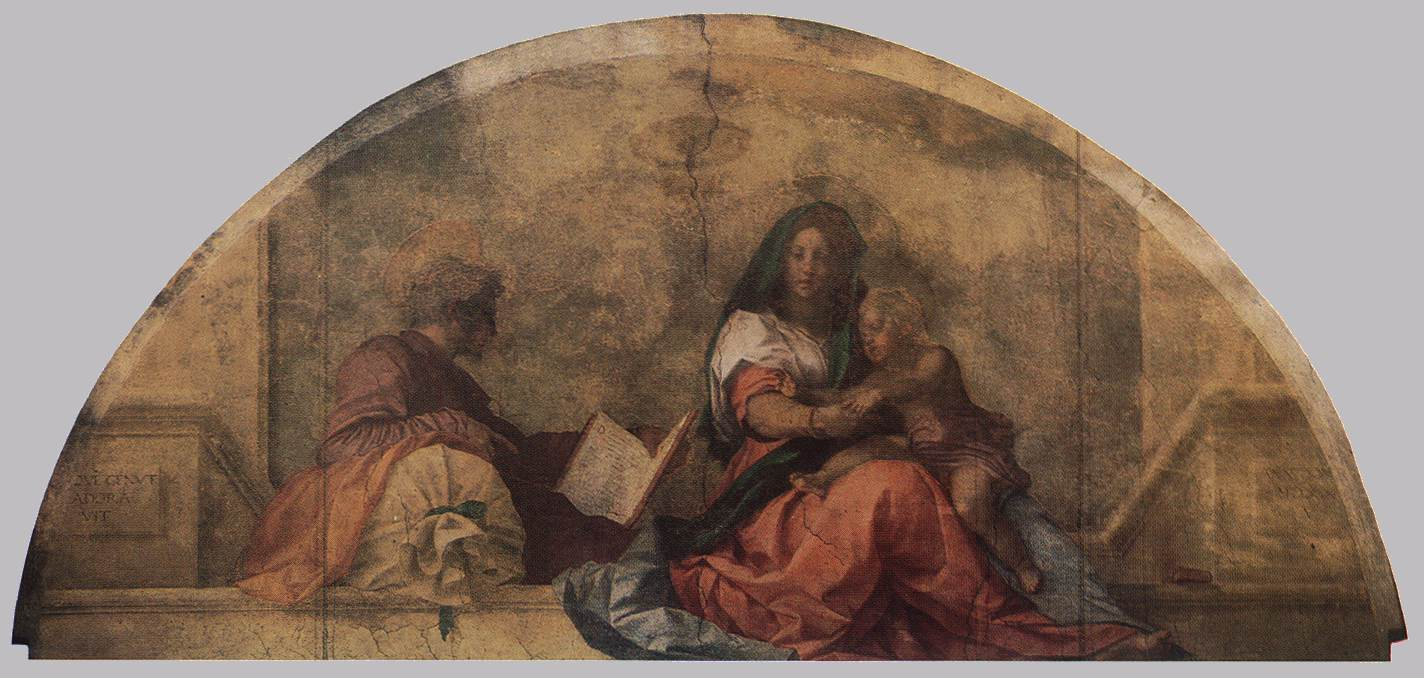
Andrea del Sarto, Madonna del Sacco (1525)

Le sei lunette che seguono nel braccio nord sono affrescate da Bernardino Poccetti. Rappresentano: l'Apparizione della Madonna al vescovo di Firenze e ai Sette Fondatori; Fondazione del monastero di Montesenario; Il vescovo di Firenze assegna al nuovo Ordine la Regola di sant'Agostino; I sette fiorentini si ritirano a villa Camarzia; Vocazione alla vita eremitica; Nascita del nuovo Ordine nella compagnia dei Laudesi. La lunetta sopra la porta secondaria di entrata alla chiesa, è un capolavoro di Andrea del Sarto, la celebre Madonna del Sacco (1525). Poco lontano, a sinistra, il sepolcro di Chiarissimo dei Falconieri.
Anche le altre sette lunette lungo il lato della chiesa, sono affrescate dal Poccetti: Morte di sant'Alessio Falconieri, San Filippo Benizi converte due peccatrici; Morte dei santi Uguccione e Sostegno; Sant'Uguccione alla presenza di Rodolfo I conte d'Asburgo; San Sostegno a Parigi davanti al re Filippo; San Manetto rinunzia al governo dell'Ordine in favore di san Filippo Benizi; Sant'Amadio degli Amidei risuscita un fanciullo annegato.
Sotto la quarta e la quinta lunetta di questo braccio del chiostro, si trova il monumento sepolcrale di Guglielmo di Durfort, morto nella battaglia di Campaldino (11 giugno 1289). Il fiordaliso di Francia e il giglio di Firenze, ricordano l'amicizia dei due popoli.

##### Cappella del Capitolo

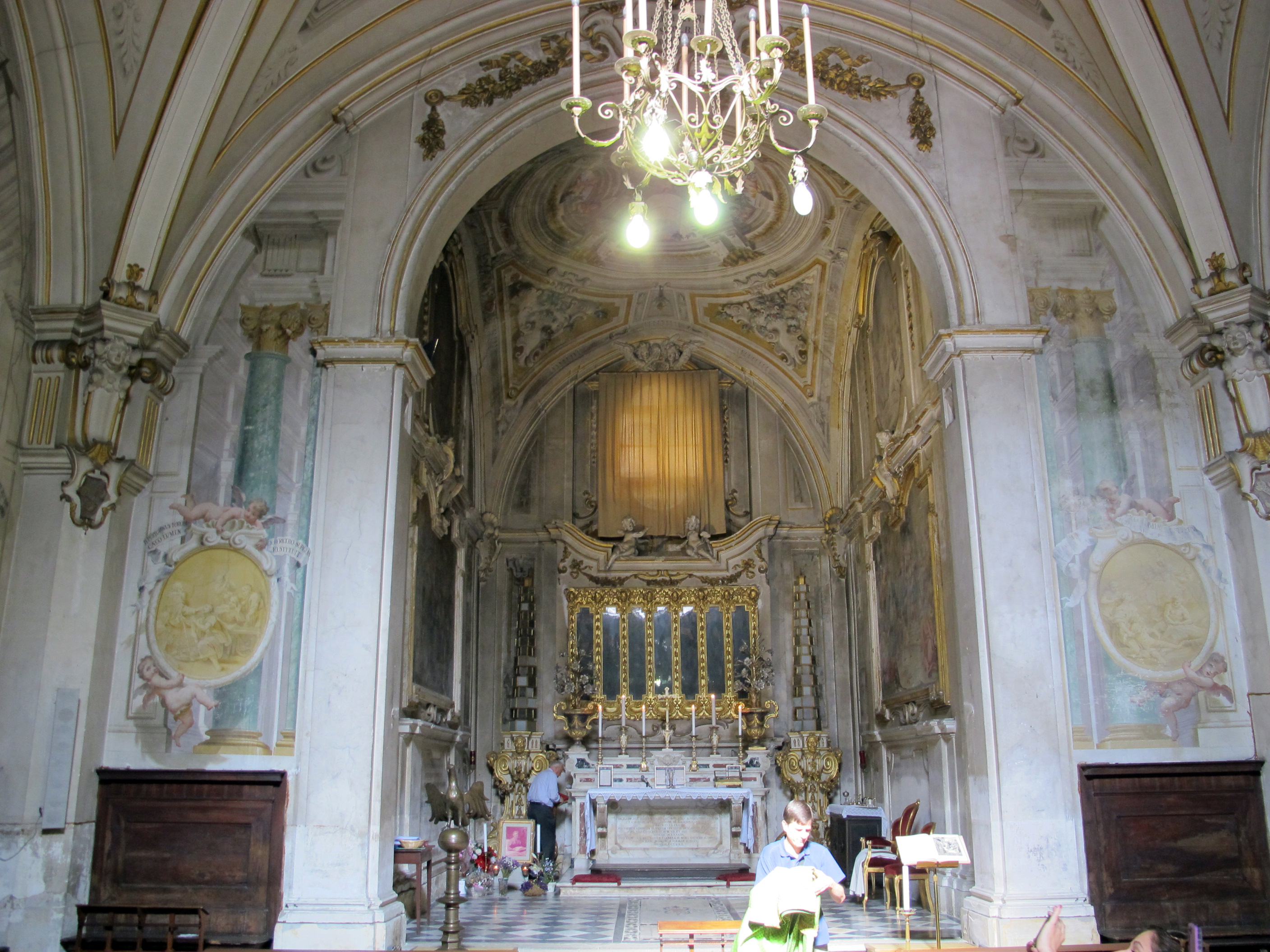
La Cappella del Capitolo

La Cappella del Capitolo dà sul chiostro grande.
Fu cosiddetta perché in essa i frati solevano tenere i loro raduni comunitari, era la loro sala capitolare. Prima essa era la cappella della famiglia Macinghi, e fu costruita nel 1384. Nel 1722, su disegno di Giovacchino Fortini, fu portata allo stato attuale. La decorazione e le pitture sono di Matteo Bonechi (Storie dei Sette Santi Fondatori) e di Antonio Puglieschi (autore delle sole scene nella scarsella, con la Visione della vite e San Filippo bambino che acclama i Servi di Maria), con quadrature di Benedetto Fortini.
Nella parete dietro l'altare, in una ricca cornice intagliata e dorata, è un antico dipinto dei Sette Fondatori dell'Ordine dei Servi di Maria, composta da altrettante tavole forse trecentesche rinvenute casualmente nel 1699 nel soffitto della chiesa della Santissima Annunziata a Pistoia e inviate a Firenze: si tratta dei più antichi ritratti dei sette, sebbene pesantemente ridipinti nel Settecento.
Sul lato sinistro dell'altare riposano i resti mortali della mistica Maria Valtorta, terziaria dell'Ordine dei Servi di Maria, che il 2 luglio 1973 furono traslati dal cimitero della Misericordia di Viareggio all'attuale tomba ubicata all'interno della Cappella del Capitolo.

#### Secondo Chiostro

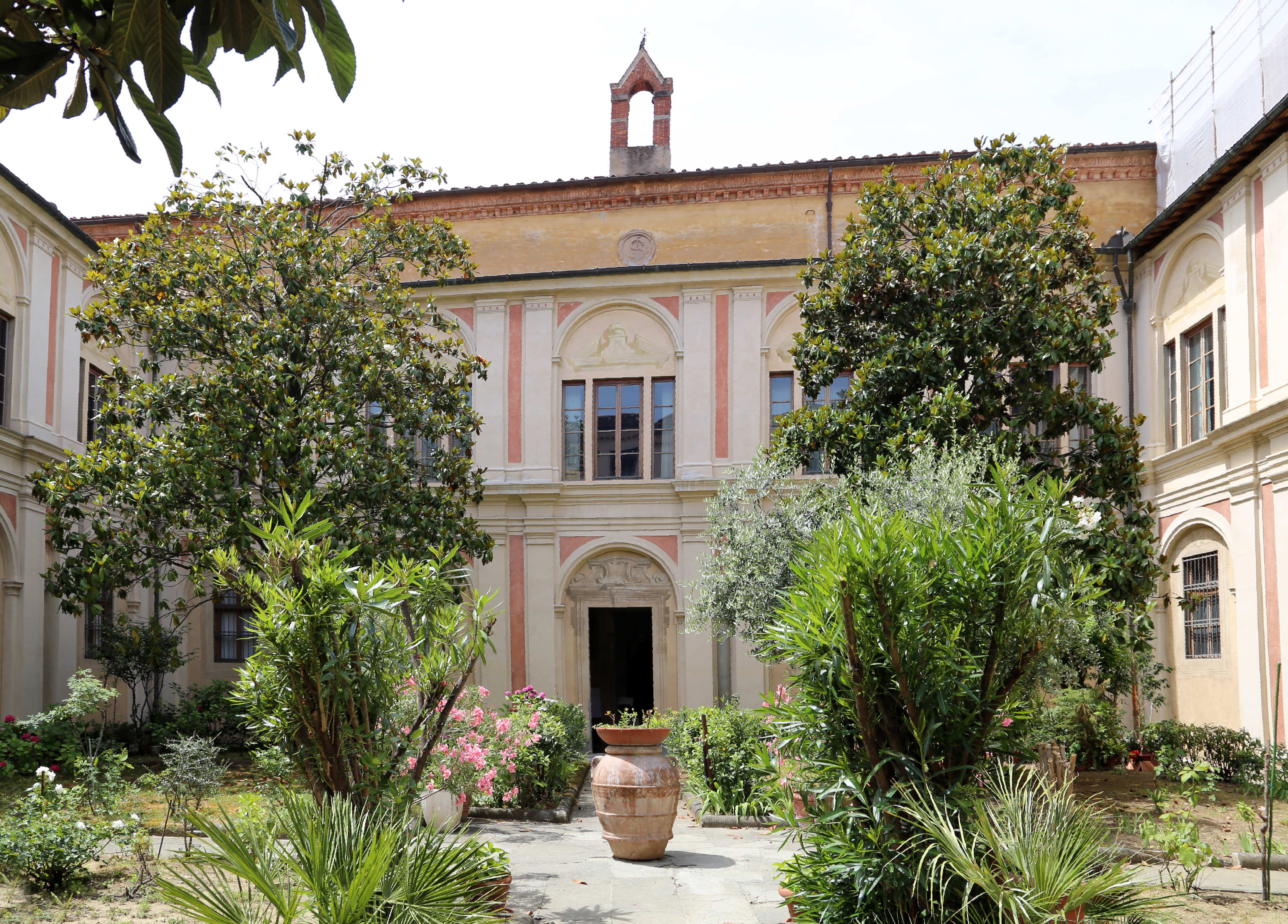
Il secondo chiostro

Un corridoio e una porta introducono dal Chiostro Grande nel Secondo Chiostro. Di esso abbiamo notizie fin dal 1322, ma nel 1371 fu ricostruito in colonne di pietra serena e a due piani. Oggi è murato e solo le colonne d'angolo sono state liberate.
Sono interessanti due affreschi di Francesco Montelatici detto Cecco Bravo, la Carità e la Speranza, che si trovano ai lati della nicchia dove un tempo era la statua della Vittoria (ora al Museo Nazionale del Bargello) scolpita dall'Ammannati. Al presente nella nicchia è posta una grande statua policroma di San Filippo Benizi, intagliata da Luca Boncinelli per la sua canonizzazione (1671). Sulle pareti del lato nord, sono stati ritrovati frammenti di affreschi sulla vita di Sant'Agostino, dipinti da Stefano d'Antonio nel 1470 circa.

#### Cappella dei pittori o di San Luca

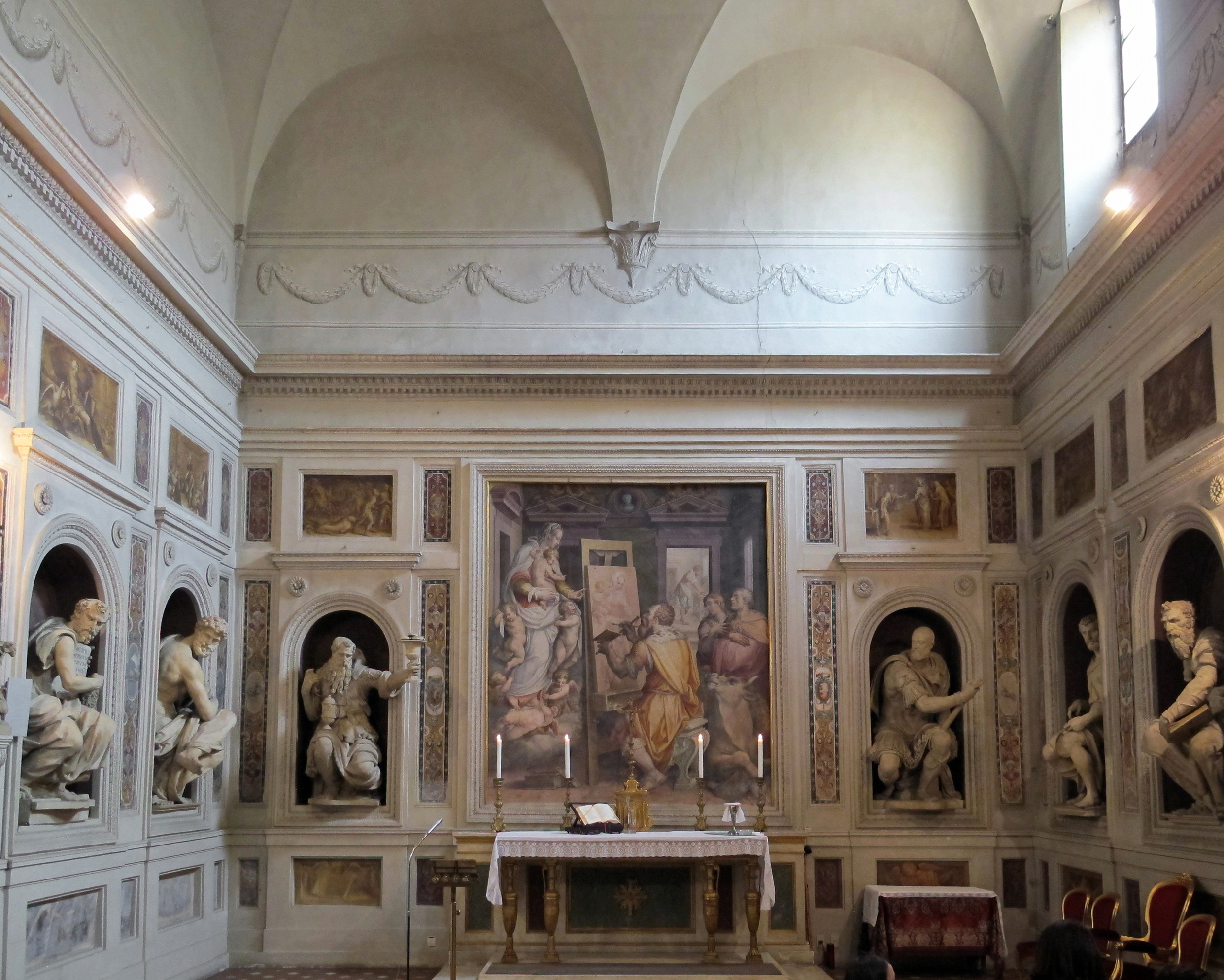
La Cappella di San Luca

Questa cappella è legata ai nome dello scultore fiorentino dell'Ordine dei Servi di Maria, Giovanni Angelo Montorsoli, il quale diede nuova vita alla Compagnia del Disegno, destinandole come sede questo locale. Restaurata la cappella a proprie spese, la inaugurò nel 1562 alla presenza di quarantotto tra pittori, scultori e architetti che avevano dato il proprio nome alla risorta Compagnia.
La cappella fu dedicata alla Santissima Trinità di cui è presente a destra l'affresco (1571) eseguito da Alessandro Allori. Sotto questo affresco era in origine l'altare, e dalla parte opposta si apriva l'entrata che dava nel Secondo Chiostro. Eustache d'Osmond, vescovo di Nancy mandato a Firenze da Napoleone come arcivescovo, si prese una parte del convento per abitazione, la Cappella dei Pittori per cappella privata, facendo chiudere l'ingresso primitivo. Al posto dell'antica entrata fu in seguito messo l'affresco del Pontormo, la Vergine e santi (già della chiesa di San Ruffillo), e l'altare finì sotto l'affresco di Giorgio Vasari, San Luca che dipinge la Vergine.
Nella parete di fronte all'altare, Santi di Tito dipinse la Fabbrica del Tempio di Salomone (secondo alcuni: Costantino che presiede alla prima costruzione delle basiliche cristiane); mentre il quadro della volta, la Vergine e san Bernardo, è di Luca Giordano (1685). È presente un l'organo positivo di Tommaso Fabbri da Faenza (1702).
Le statue intorno alla cappella sono del Montorsoli, del Giambologna e di altri scultori fiorentini dell'epoca. Al centro un pozzetto con cornice marmorea segna l'accesso sotterraneo alla cappella mortuaria, dove vennero sepolti il Pontormo, lo stesso Montorsoli, il Franciabigio, Benvenuto Cellini, Lorenzo Bartolini, ecc. L'ultimo a essere qui sepolto fu Rodolfo Siviero, nel 1983.
Nel piccolo ambulacro che serve da sagrestia si trovano altre opere, tra cui il San Giovanni a Patmos, una terracotta di scuola robbiana, il Cristo ligneo di Antonio da Sangallo il Vecchio e la sinopia con Vergine in trono e santi che fu trovata dietro l'affresco del Pontormo, da attribuirsi a Raffaellino del Garbo.

#### Il convento

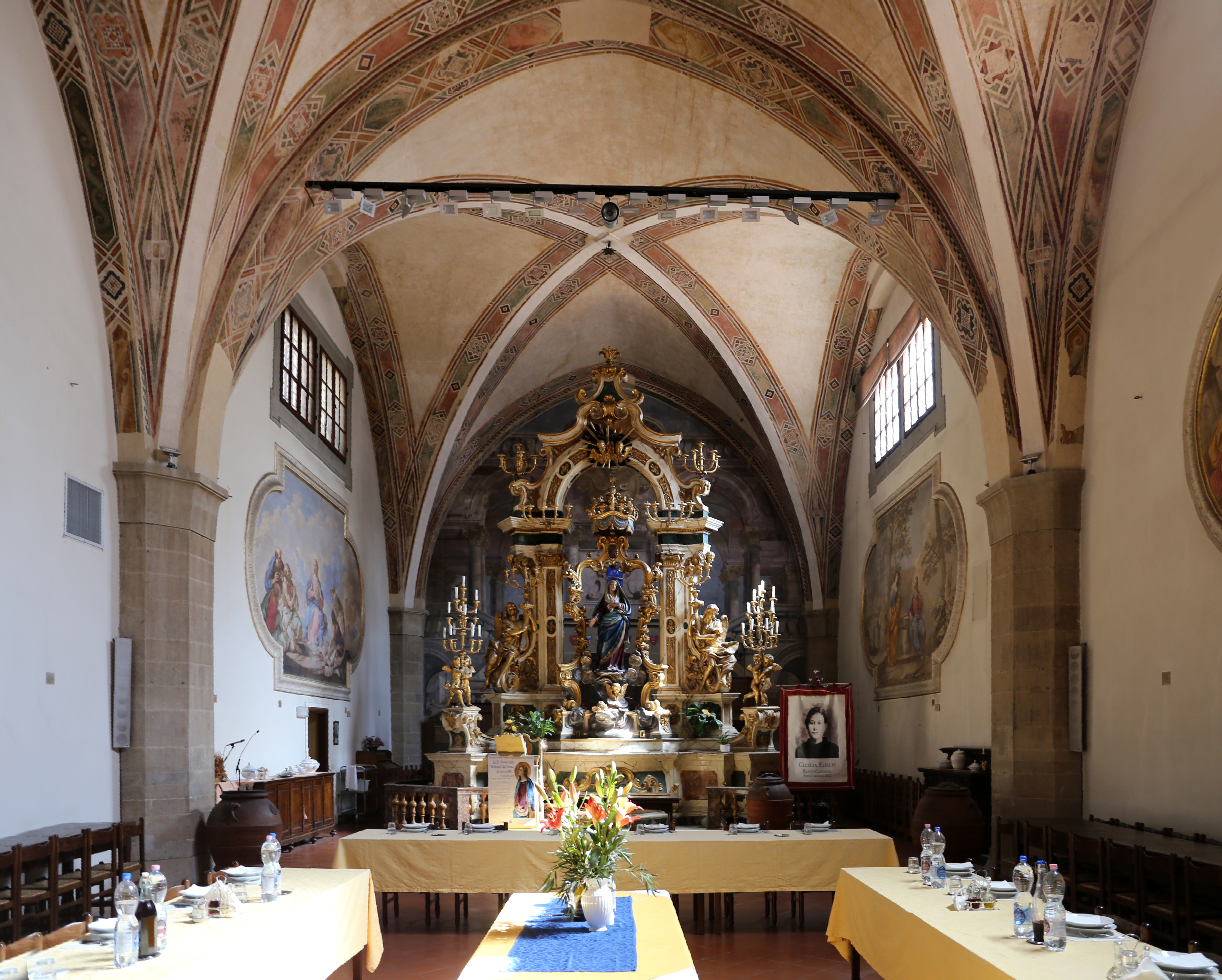
Il refettorio del convento

Il convento dei frati serviti si trova a sinistra della chiesa, con accesso da via Cesare Battisti 6. Sebbene oggi sia notevolmente ridimensionato per la secolarizzazione di molti ambienti (in cui hanno oggi sede tra gli altri l'Istituto Geografico Militare e l'Università di Firenze), il complesso comprende ancora molte opere d'arte e strutture monumentali. Si accede dalla portineria, decorata sullo sfondo da quadrature settecentesche, sulla quale si affacciano alcuni ambienti dove si trovano le sinopie delle lunette del chiostro grande, alcune pale come l'Annunciazione di Francesco Traballesi, proveniente dall'altare dell'oratorio di San Pierino. e databile all'inizio degli anni settanta del Cinquecento. Nella sala dell'Annunciazione è stata scoperta una Madonna Annunciata quattrocentesca, riferibile a Cosimo Rosselli.
Sempre al piano terra, il grande refettorio, decorato dalla Cena in casa del Fariseo di Santi di Tito (1573), da alcuni affreschi di Giandomenico Ferretti e una grande macchina d'altare lignea con l'Addolorata (1750). Accanto si trovano le cucine, che presentano ancora un grande camino quattrocentesco.
Alla biblioteca dei frati contribuì Michelozzo. Un corridoio a lato della basilica contiene molte opere devozionali per lo più del XVII secolo. Ai piani superiori si trovano le celle dei frati, tra le quali spicca quella già appartenuta al Montorsoli, che visse qui isolato gli ultimi anni della sua vita, in un piccolo eremo all'interno del convento stesso, con una cappellina personale affrescata da Andrea Boscoli verso il 1587. Altri ambienti sono l'infermeria (dove abitavano temporaneamente i frati malati) e la foresteria (per gli ospiti).
Nel 2007, nella parte ovest del convento oggi sede dell'Istituto Geografico Militare, vennero scoperti alcuni ambienti, tra cui uno scalone realizzato da Michelozzo, precedentemente nascosto, una lunetta con un'Annunciazione attribuita dubitativamente a Paolo Uccello, delle grottesche di Morto da Feltre e degli affreschi di uccelli in volo di mano forse di Leonardo da Vinci e della sua scuola. Leonardo risiedette infatti nel convento della Santissima Annunziata per due anni. Fa parte dell'Istituto anche un salone adibito a biblioteca, con antichi arredi lignei e due affreschi monumentali con Storie di san Vincenzo Ferrer, di Giovanni Maria Ciocchi.

## Confraternite
Nella grande basilica e nei suoi annessi si riunirono nel tempo molte Compagnie o confraternite. Tra le più importanti ci furono:
- Compagnia della Nunziata
- Compagnia di Sant'Antonio Abate
- Compagnia dei Santi Crespino e Crespiniano dei Calzolai
- Compagnia di Sant'Eligio degli Orefici
- Compagnia di San Girolamo in via della Sapienza
- Compagnia di San Lorenzo in Piano
- Compagnia di San Sebastiano del Beato Gherardo
- Compagnia di San Giobbe
- Compagnia di San Filippo Benizi
- Compagnia di San Giovanni Battista

## Opere già nella Santissima Annunziata
- Maestro della Maddalena, Maddalena penitente e otto storie della sua vita, oggi nella Galleria dell'Accademia di Firenze
- Gherardo Starnina, Madonna dell'Umiltà, oggi negli Uffizi di Firenze
- Beato Angelico, Armadio degli Argenti, oggi nel Museo di San Marco di Firenze
- Andrea del Castagno, sinopia della Trinità e santi, oggi al Cenacolo di Sant'Apollonia di Firenze
- Piero del Pollaiolo, Martirio di san Sebastiano, oggi nella National Gallery di Londra
- Filippino Lippi e Perugino, Deposizione, oggi alla Galleria dell'Accademia
- Fra Bartolomeo
  - Salvator mundi con i quattro evangelisti, oggi nella Galleria Palatina di Firenze
  - Isaia, oggi nella Galleria dell'Accademia di Firenze
  - Giobbe, oggi nella Galleria dell'Accademia di Firenze
- Perugino, Nascita della Vergine, oggi a Polesden Lacey (Guildford, Surrey)
- Perugino, Miracolo della neve, oggi alla Walker Art Gallery di Liverpool
- Piero di Cosimo, Incarnazione di Cristo, oggi agli Uffizi
- Tommaso del Mazza, Incoronazione della Vergine, oggi al Lovre (dopo le spoliazioni napoleoniche)